# Bahnstrecke Mönchengladbach–Stolberg
| Streckennummer (DB): | 2521 (Mönchengladbach–Hochneukirch) 2571 (Hochneukirch–Stolberg) 2575 (Weisweiler–Langerwehe) |                                                                |                                                                |
| Kursbuchstrecke (DB): | 482                                                                                           |                                                                |                                                                |
| Kursbuchstrecke: | 245f (M Gladbach Hbf – Jülich 1946) 246 (M Gladbach Hbf – Hochneukirch 1946)                  |                                                                |                                                                |
| Streckenlänge: | 57,7 km                                                                                       |                                                                |                                                                |
| Spurweite: | 1435 mm (Normalspur)                                                                          |                                                                |                                                                |
| Zugbeeinflussung: | PZB                                                                                           |                                                                |                                                                |
| Zweigleisigkeit: | Odenkirchen–Hochneukirch                                                                      |                                                                |                                                                |
| |                                                                                               |                                                                |                                                                |
| \| \| \| Strecke von Viersen \| \| \| \| \| ehem. Strecke von Neersen \| \| \| \| \| Strecke von Neuss \| \| \| \| −0,1 \| Mönchengladbach Hbf \| Mönchengladbach Hbf \| \| \| \| Bahnstrecke nach Rheydt \| \| \| \| 1,3 \| Monforts (Anst) \| Monforts (Anst) \| \| \| 3,1 \| Rheydt-Geneicken \| Rheydt-Geneicken \| \| \| 5,1 \| Rheydt-Mülfort \| Rheydt-Mülfort \| \| \| \| Strecke von Rheydt \| \| \| \| 6,9 \| Rheydt-Odenkirchen \| Rheydt-Odenkirchen \| \| \| 11,8 \| Hochneukirch (ehem. Bf) \| Hochneukirch (ehem. Bf) \| \| \| \| Strecke nach Köln \| \| \| \| \| A 46 \| \| \| \| 16,6 \| Otzenrath \| Otzenrath \| \| \| 19,3 \| Immerath (Kr Erkelenz) \| Immerath (Kr Erkelenz) \| \| \| 22,8 \| Titz \| Titz \| \| \| \| ehem. Strecke von Bedburg \| \| \| \| 25,7 \| Ameln \| Ameln \| \| \| 29,9 \| Welldorf \| Welldorf \| \| \| \| Strecke von Linnich \| \| \| \| 36,1 \| Jülich \| Jülich \| \| \| \| Strecke nach Düren \| \| \| \| \| Jülicher Kreisbahn, ehem. Strecke nach Aachen Nord \| \| \| \| \| Rur \| \| \| \| 42,5 \| Inden Anschluss nach Düren \| Inden Anschluss nach Düren \| \| \| 44,2 \| Lamersdorf (1955 als Lucherberg eröffnet) \| Lamersdorf (1955 als Lucherberg eröffnet) \| \| \| 45,6 \| Frenz (Inden) (Anst) \| Frenz (Inden) (Anst) \| \| \| \| Kraftwerk Weisweiler \| \| \| \| \| A 4 \| \| \| \| \| Schnellfahrstrecke von Köln \| \| \| \| \| Langerwehe \| \| \| \| \| Schnellfahrstrecke nach Stolberg (s. u.) \| \| \| \| \| Ulhaustunnel (285 m) \| \| \| \| \| B 264 \| \| \| \| \| (neue Trasse seit 2009) \| \| \| \| 47,9 \| Eschweiler-Weisweiler \| Eschweiler-Weisweiler \| \| \| \| Bundesstraße 264 \| \| \| \| 50,2 \| Eschweiler-Nothberg \| Eschweiler-Nothberg \| \| \| 50,7 \| Eschweiler Tal Dalli (Anst) \| Eschweiler Tal Dalli (Anst) \| \| \| 52,4 \| Eschweiler Talbahnhof \| Eschweiler Talbahnhof \| \| \| 53,3 \| Eschweiler West \| Eschweiler West \| \| \| \| Inde \| \| \| \| 54,3 \| Eschweiler-Röhe \| Eschweiler-Röhe \| \| \| \| Schnellfahrstrecke von Langerwehe (s. o.) \| \| \| \| \| Dreibogenbrücke \| \| \| \| 55,7 \| Eschweiler-Aue \| Eschweiler-Aue \| \| \| \| (neue Trasse von 1884) \| \| \| \| 58,2 \| Stolberg (Rheinl) Gbf \| Stolberg (Rheinl) Gbf \| \| \| \| Stolberg (Rheinl) Hbf Gleis 27 Strecken nach Stolberg Altstadt \| \| \| \| 57,7 \| Stolberg (Rheinl) Hbf \| Stolberg (Rheinl) Hbf \| \| \| \| Stolberg BME \| \| \| \| \| (neue Trasse von 1890) \| \| \| \| \| Stolberg AIE \| \| \| \| \| Strecke nach Herzogenrath \| \| \| \| \| Strecke nach Aachen \| \| \| \| \| \| \| \| Quellen: [2][3] \| \| \| \| |                                                                                               |                                                                |                                                                |
| Strecke |                                                                                               | Strecke von Viersen                                            | Strecke von Viersen                                            |
| Abzweig geradeaus und ehemals von links |                                                                                               | ehem. Strecke von Neersen                                      | ehem. Strecke von Neersen                                      |
| Abzweig geradeaus und von links |                                                                                               | Strecke von Neuss                                              | Strecke von Neuss                                              |
| Bahnhof | −0,1                                                                                          | Mönchengladbach Hbf                                            | Mönchengladbach Hbf                                            |
| Abzweig geradeaus und nach rechts |                                                                                               | Bahnstrecke nach Rheydt                                        | Bahnstrecke nach Rheydt                                        |
| ehemalige Blockstelle | 1,3                                                                                           | Monforts (Anst)                                                | Monforts (Anst)                                                |
| Betriebs-/Güterbahnhof Strecke ab hier außer Betrieb | 3,1                                                                                           | Rheydt-Geneicken                                               | Rheydt-Geneicken                                               |
| Bahnhof (Strecke außer Betrieb) | 5,1                                                                                           | Rheydt-Mülfort                                                 | Rheydt-Mülfort                                                 |
| Abzweig ehemals geradeaus und von rechts |                                                                                               | Strecke von Rheydt                                             | Strecke von Rheydt                                             |
| Bahnhof | 6,9                                                                                           | Rheydt-Odenkirchen                                             | Rheydt-Odenkirchen                                             |
| Haltepunkt / Haltestelle | 11,8                                                                                          | Hochneukirch (ehem. Bf)                                        | Hochneukirch (ehem. Bf)                                        |
| Abzweig ehemals geradeaus und nach links |                                                                                               | Strecke nach Köln                                              | Strecke nach Köln                                              |
| Brücke (Strecke außer Betrieb) |                                                                                               | A 46                                                           | A 46                                                           |
| Bahnhof (Strecke außer Betrieb) | 16,6                                                                                          | Otzenrath                                                      | Otzenrath                                                      |
| Haltepunkt / Haltestelle (Strecke außer Betrieb) | 19,3                                                                                          | Immerath (Kr Erkelenz)                                         | Immerath (Kr Erkelenz)                                         |
| Haltepunkt / Haltestelle (Strecke außer Betrieb) | 22,8                                                                                          | Titz                                                           | Titz                                                           |
| Abzweig geradeaus und von links (Strecke außer Betrieb) |                                                                                               | ehem. Strecke von Bedburg                                      | ehem. Strecke von Bedburg                                      |
| Bahnhof (Strecke außer Betrieb) | 25,7                                                                                          | Ameln                                                          | Ameln                                                          |
| Bahnhof (Strecke außer Betrieb) | 29,9                                                                                          | Welldorf                                                       | Welldorf                                                       |
| Abzweig ehemals geradeaus und von rechts |                                                                                               | Strecke von Linnich                                            | Strecke von Linnich                                            |
| Bahnhof | 36,1                                                                                          | Jülich                                                         | Jülich                                                         |
| Abzweig geradeaus und nach links |                                                                                               | Strecke nach Düren                                             | Strecke nach Düren                                             |
| Abzweig ehemals geradeaus und nach rechts |                                                                                               | Jülicher Kreisbahn, ehem. Strecke nach Aachen Nord             | Jülicher Kreisbahn, ehem. Strecke nach Aachen Nord             |
| Brücke über Wasserlauf (Strecke außer Betrieb) |                                                                                               | Rur                                                            | Rur                                                            |
| Bahnhof (Strecke außer Betrieb) | 42,5                                                                                          | Inden Anschluss nach Düren                                     | Inden Anschluss nach Düren                                     |
| Haltepunkt / Haltestelle (Strecke außer Betrieb) | 44,2                                                                                          | Lamersdorf (1955 als Lucherberg eröffnet)                      | Lamersdorf (1955 als Lucherberg eröffnet)                      |
| Betriebsstelle Strecke bis hier außer Betrieb | 45,6                                                                                          | Frenz (Inden) (Anst)                                           | Frenz (Inden) (Anst)                                           |
| Abzweig geradeaus und nach rechts |                                                                                               | Kraftwerk Weisweiler                                           | Kraftwerk Weisweiler                                           |
| Brücke |                                                                                               | A 4                                                            | A 4                                                            |
| Verschwenkung nach rechts · Strecke nach halbrechts und von links |                                                                                               | Schnellfahrstrecke von Köln                                    | Schnellfahrstrecke von Köln                                    |
| Strecke · Bahnhof |                                                                                               | Langerwehe                                                     | Langerwehe                                                     |
| Strecke · Abzweig geradeaus und nach links |                                                                                               | Schnellfahrstrecke nach Stolberg (s. u.)                       | Schnellfahrstrecke nach Stolberg (s. u.)                       |
| Strecke · Tunnel |                                                                                               | Ulhaustunnel (285 m)                                           | Ulhaustunnel (285 m)                                           |
| Strecke · Brücke |                                                                                               | B 264                                                          | B 264                                                          |
| Verschwenkung nach links · Verschwenkung nach rechts |                                                                                               | (neue Trasse seit 2009)                                        | (neue Trasse seit 2009)                                        |
| Bahnhof | 47,9                                                                                          | Eschweiler-Weisweiler                                          | Eschweiler-Weisweiler                                          |
| Strecke mit Straßenbrücke |                                                                                               | Bundesstraße 264                                               | Bundesstraße 264                                               |
| Haltepunkt / Haltestelle | 50,2                                                                                          | Eschweiler-Nothberg                                            | Eschweiler-Nothberg                                            |
| Blockstelle | 50,7                                                                                          | Eschweiler Tal Dalli (Anst)                                    | Eschweiler Tal Dalli (Anst)                                    |
| Bahnhof | 52,4                                                                                          | Eschweiler Talbahnhof                                          | Eschweiler Talbahnhof                                          |
| Haltepunkt / Haltestelle | 53,3                                                                                          | Eschweiler West                                                | Eschweiler West                                                |
| Brücke über Wasserlauf |                                                                                               | Inde                                                           | Inde                                                           |
| ehemaliger Haltepunkt / Haltestelle | 54,3                                                                                          | Eschweiler-Röhe                                                | Eschweiler-Röhe                                                |
| Verschwenkung von rechts |                                                                                               | Schnellfahrstrecke von Langerwehe (s. o.)                      | Schnellfahrstrecke von Langerwehe (s. o.)                      |
| Strecke von links · Kreuzung geradeaus unten |                                                                                               | Dreibogenbrücke                                                | Dreibogenbrücke                                                |
| Strecke · Dienststation / Betriebs- oder Güterbahnhof | 55,7                                                                                          | Eschweiler-Aue                                                 | Eschweiler-Aue                                                 |
| Abzweig geradeaus und von links · Abzweig ehemals geradeaus und nach rechts |                                                                                               | (neue Trasse von 1884)                                         | (neue Trasse von 1884)                                         |
| Dienststation / Betriebs- oder Güterbahnhof · Strecke (außer Betrieb) | 58,2                                                                                          | Stolberg (Rheinl) Gbf                                          | Stolberg (Rheinl) Gbf                                          |
| Abzweig geradeaus und nach links · Kreuzung (Strecke geradeaus außer Betrieb) |                                                                                               | Stolberg (Rheinl) Hbf Gleis 27 Strecken nach Stolberg Altstadt | Stolberg (Rheinl) Hbf Gleis 27 Strecken nach Stolberg Altstadt |
| Bahnhof · Strecke (außer Betrieb) | 57,7                                                                                          | Stolberg (Rheinl) Hbf                                          | Stolberg (Rheinl) Hbf                                          |
| Strecke · Bahnhof (Strecke außer Betrieb) |                                                                                               | Stolberg BME                                                   | Stolberg BME                                                   |
| Abzweig geradeaus und nach links · Abzweig ehemals geradeaus und von rechts |                                                                                               | (neue Trasse von 1890)                                         | (neue Trasse von 1890)                                         |
| Strecke · ehemaliger Bahnhof |                                                                                               | Stolberg AIE                                                   | Stolberg AIE                                                   |
| Kreuzung geradeaus oben · Strecke nach rechts |                                                                                               | Strecke nach Herzogenrath                                      | Strecke nach Herzogenrath                                      |
| Strecke |                                                                                               | Strecke nach Aachen                                            | Strecke nach Aachen                                            |
| |                                                                                               |                                                                |                                                                |
| Quellen: |                                                                                               |                                                                |                                                                |

Die Bahnstrecke Mönchengladbach–Stolberg wurde von der Bergisch-Märkischen Eisenbahn-Gesellschaft errichtet und abschnittsweise zwischen 1870 und 1875 eröffnet.
Planmäßiger Verkehr findet heute nur im Rahmen des Euregiobahn-Konzeptes und zur Bedienung von Gleisanschlüssen auf dem südlichen, als Eschweiler Talbahn oder Indetalbahn bekannten Abschnitt sowie durch Regionalzüge zwischen Mönchengladbach und Köln auf dem betrieblich der Bahnstrecke Rheydt–Köln-Ehrenfeld zugehörigen kurzen Teilstück zwischen Rheydt-Odenkirchen und Hochneukirch statt. Zwischen Mönchengladbach Hauptbahnhof und Rheydt-Geneicken verkehren sporadisch Güterzüge. Die nördlichen Abschnitte von Hochneukirch bis Frenz und Rheydt-Geneicken bis Rheydt-Odenkirchen sind stillgelegt und größtenteils abgebaut.

## Regionale Namensgebung
Der Name (Inde-)Talbahn kommt daher, dass sich im etwa 800 Meter breiten Tal der Indemulde zwischen Eschweiler-Röthgen und der Dürener Straße in Eschweiler die Inde noch bis Anfang des 19. Jahrhunderts ihren Weg suchte. In der Ebene mit seinerzeit vielen Mooren und Sümpfen hatte der Fluss mehrere Arme. Der südliche Arm verlief etwa dort, wo heute die Talstraße (von 1883 bis 1898 Bahnstraße) verläuft, welche parallel zur Eisenbahnlinie von 1872 bis 1873 in Ost-West-Richtung angelegt wurde und heute die Grenze zwischen Eschweiler-Stadtmitte und Röthgen markiert.

## Geschichte

### Entstehung
Am 1. Februar 1870 eröffnete die Bergisch-Märkische Eisenbahn-Gesellschaft (BME) das erste Teilstück der Strecke zwischen Mönchengladbach und Odenkirchen.
Die Konzession zum Weiterbau und Betrieb der Strecke Hochneukirch, Jülich, Inden und Weisweiler nach Eschweiler-Aue mit einer Gesamtlänge von 48,77 Kilometern wurde der BME am 23. September 1870 erteilt. Dieser Streckenabschnitt wurde dann drei Jahre später am 1. Oktober 1873 in Betrieb genommen.
Ein weiteres Teilstück bis Stolberg folgte 1875. Der Bahnhof Stolberg BME lag dabei nur wenige hundert Meter südlich des Bahnhofs Stolberg RhE an der Strecke Köln–Aachen der Rheinischen Eisenbahn-Gesellschaft, heute Stolberg (Rheinland) Hauptbahnhof.
Am Ende des gleichen Jahres wurde dann auch noch eine Verbindungsstrecke zum Bahnhof Stolberg AIE der Aachener Industriebahn in Betrieb genommen, die aber schon bald nach der Verstaatlichung der (nominell) privaten Eisenbahngesellschaften Ende des 19. Jahrhunderts wieder stillgelegt wurde.
Wie auch die anderen Eisenbahnstrecken der Region wurde die Strecke zwischen Mönchengladbach und Stolberg der Königlichen Eisenbahndirection zu Cöln rechtsrheinisch(!) der Preußischen Staatseisenbahnen unterstellt (KED-Wechsel am 1. April 1883), die daraufhin die einzelnen Strecken verband. Die Verbindungsstrecke vom sich damals noch auf Eschweiler Gebiet befindlichen Bahnhof Stolberg RhE nach Eschweiler-Aue wurde am 15. Oktober 1884 eröffnet.
Die Preußischen Staatseisenbahnen waren es auch, die erstmals durchgehende Personenzüge von Stolberg nach Mönchengladbach einführten. Im Jahr 1920 ging der Betrieb auf die Deutschen Reichseisenbahnen über. 1935 wurde das Gebiet des Bahnhofs Stolberg RhE von der Stadt Eschweiler nach Stolberg ausgemeindet.

### Nachkriegszeit
Nach der Besetzung des Rheinlands durch die Alliierten im Zweiten Weltkrieg wurde im März 1945 zunächst der Betrieb auf dem Teilstück Stolberg-Lamersdorf, kurz darauf auf der gesamten Länge der Strecke wiederaufgenommen. 1949 ging der Betrieb an die neugegründete Deutsche Bundesbahn über. In den 1950er Jahren wurde der Bahnhof Frenz für den Güterverkehr des Kraftwerkes Weisweiler in Betrieb genommen. In der Folgezeit sollte sich letzteres als der wichtigste Güterverkehrskunde der Strecke etablieren.
Bis zur Einstellung des Geschäftsbetriebes Anfang der 1970er Jahre wurden Braunkohlebriketts der Rheinbraun-Brikettfabrik Weisweiler Richtung Stolberg befördert. Im Güterverkehr wurden Dampflokomotiven der Baureihe 50 des Bahnbetriebswerkes Stolberg bis 1975 eingesetzt.
Ab den 1950er Jahren wurden die Personenzugleistungen von Dampfzügen auf Schienenbusse der Baureihen VT 95 und VT 98 umgestellt. In den letzten Betriebsjahren wurden die Personenzugleistungen mit Akkutriebwagen der Baureihe 515 erbracht.

### Niedergang
Im Zuge der individuellen Motorisierung ging das Fahrgastaufkommen in den 1970er Jahren stark zurück. Mit dem Einsatz von Bahnbussen verlagerte die damalige Bundesbahn den öffentlichen Personenverkehr weg von der Schiene und reduzierte damit auch den Betrieb auf der Strecke. Durch schlechte Anschlüsse der Bahnbusse an den Zugverkehr – besonders am Bahnhof Hochneukirch – wurden potentielle Fahrgäste weiter demotiviert, so dass ab 1976 der Bahnbusverkehr auf dem Streckenabschnitt Hochneukirch-Jülich in den Abendstunden, ab Samstag Mittag, und Sonntags sukzessive eingestellt wurde. Ohnehin wurde der Gesamtstrecke mittelfristig wegen der drohenden Unterbrechung durch die beiden Tagebaue Inden und Garzweiler keine große Perspektive beigemessen.
So wurde am 1. Juni 1980 der Personenverkehr zwischen Jülich und Hochneukirch eingestellt, gleiches geschah mit dem Güterverkehr zwischen Ameln und Jülich am 15. Juli 1980, der Güterverkehr von Ameln nach Hochneukirch wurde erst am 1. Juni 1984 eingestellt.
Am 31. Mai 1981 wurden die Bahnhöfe Eschweiler-Röhe und Eschweiler-Aue aufgelassen, am 29. Mai 1983 folgte dann auf dem Reststück der Talbahn die Einstellung des gesamten Personenverkehrs. Auch der Güterverkehr zwischen Frenz und Jülich fand zum gleichen Zeitpunkt ein Ende.
Durch die 1908 geschaffene Verbindung zwischen Rheydt-Odenkirchen und Rheydt Hauptbahnhof wurde die 1870 entstandene Strecke über Geneicken von der damals schon zweigleisigen, parallel verlaufenden Bahnstrecke zwischen Mönchengladbach Hauptbahnhof und Rheydt Hauptbahnhof ins Abseits gedrängt. Diese Teilstrecke, die auch von Zügen zwischen Mönchengladbach und Köln genutzt wurde und 1968 noch elektrifiziert worden war, wurde schließlich im Mai 1985 zwischen Odenkirchen und Geneicken stillgelegt und abgebaut, die Oberleitung auf dem verbliebenen Abschnitt wurde wieder entfernt. Die ehemaligen Bahnhöfe dieses abgebauten Streckenteils werden nun von Bussen der NVV bedient. Auf dem abgebauten Teil der Trasse wurde ein Wanderweg errichtet. Das Bahnhofsgebäude Geneicken wurde 1988 von der Stadt Mönchengladbach aufgekauft, beherbergte von 1996 bis 2014 ein Restaurant und Gesellschaftsräume und wird seit 2017 von einer Kunstakademie genutzt.

### Teilübernahme
Am 1. November 2000 wurde die Teilstrecke von Stolberg nach Frenz von der EVS Euregio Verkehrsschienennetz übernommen. Motiviert durch den Aachener Verkehrsverbund wurde am 11. September 2004 der Abschnitt Stolberg (Rheinl) Hbf–Eschweiler-Weisweiler für den Schienenpersonennahverkehr reaktiviert, um die Innenstädte von Aachen, Eschweiler und Stolberg, der drei größten Städte der Städteregion, besser zu verknüpfen.
Durch das Hochwasser im Juli 2021 wurde die Strecke beschädigt. Erst im Dezember konnte der Betrieb zwischen Düren und Eschweiler-Weisweiler wieder aufgenommen werden, am 7. Februar 2022 folgte der Abschnitt bis Eschweiler Talbahnhof.

## Heutiger Betrieb

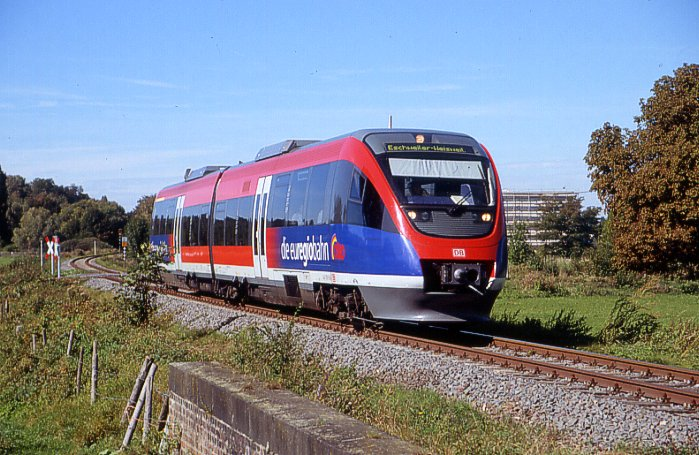
Euregiobahn bei Eschweiler-Nothberg

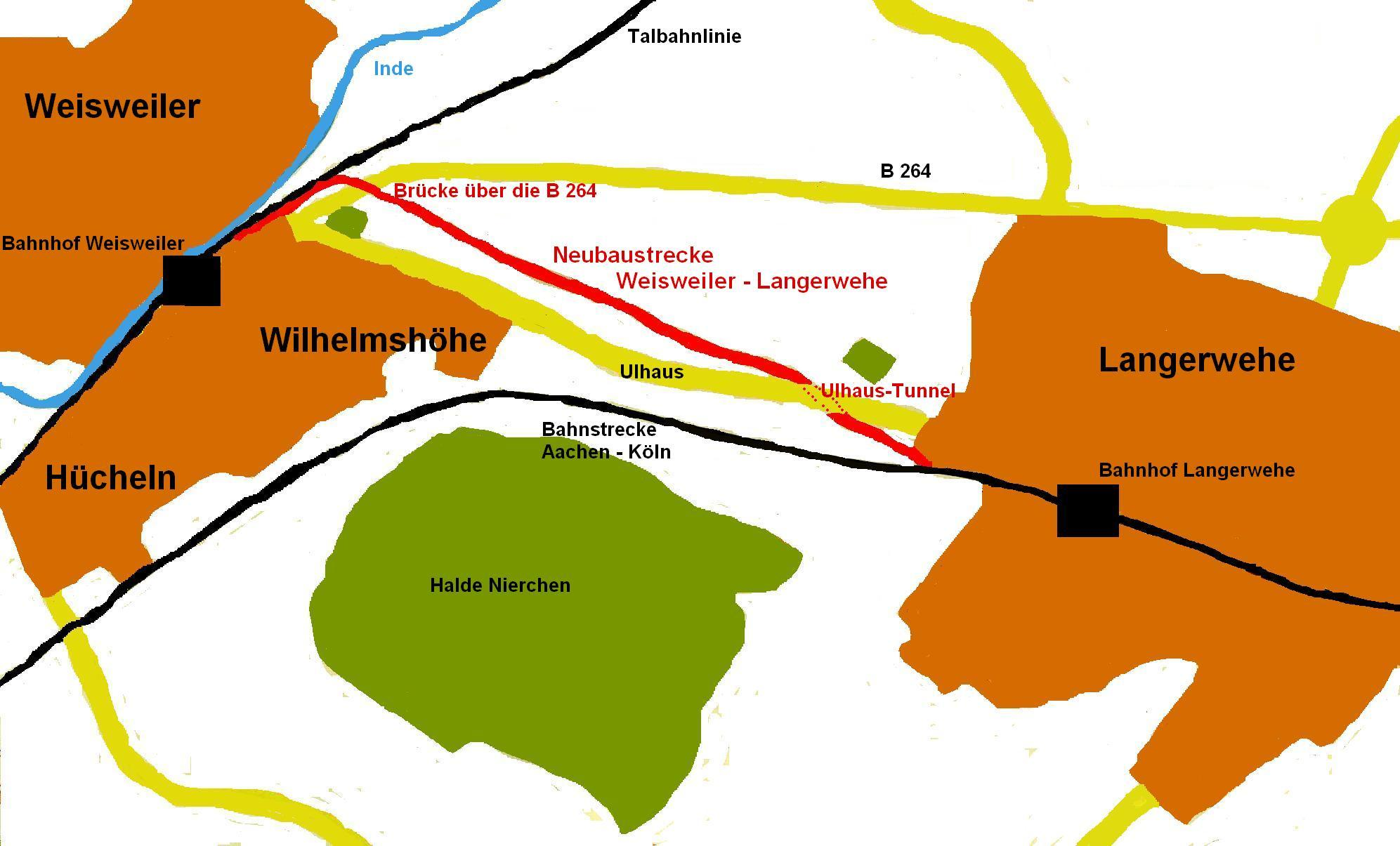
Verbindungsstrecke Eschweiler-Weisweiler–Langerwehe

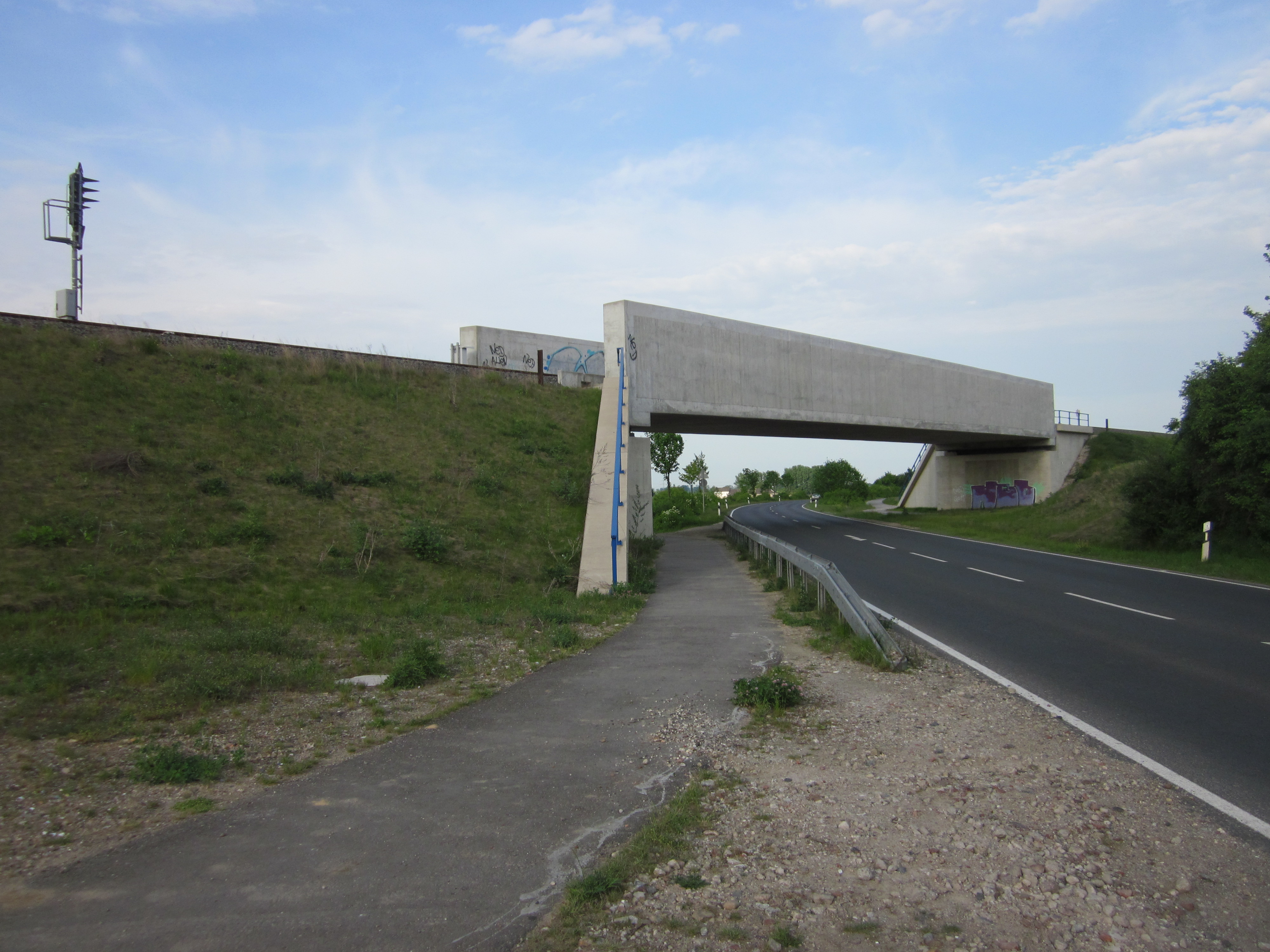
Eisenbahnbrücke über die B 264 mit Blick Richtung Langerwehe

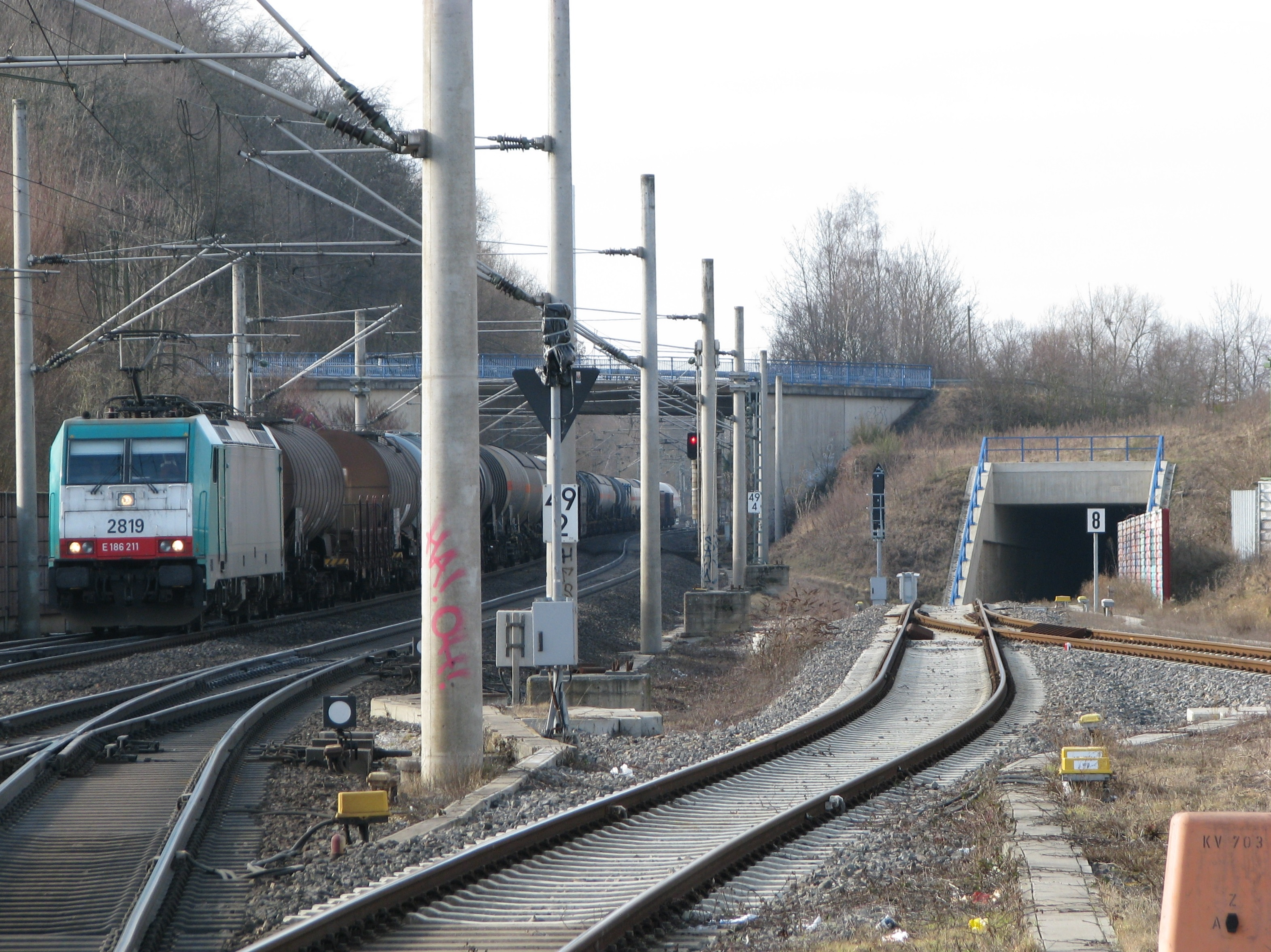
Ostportal des Tunnel Ulhaus

Gegenwärtig wird die Strecke im Güterverkehr mit Zügen für das Weisweiler Kraftwerk befahren. Des Weiteren fahren zwischen Mönchengladbach Hauptbahnhof und Rheydt-Geneicken sporadisch Güterzüge zur Bedienung des Gleisanschlusses der Firma General Electric Grid GmbH (ehemals Firma Schorch) im Bahnhof Geneicken, die schwere Transformatoren transportieren. Der Abschnitt Rheydt-Odenkirchen – Hochneukirch wird weiterhin regelmäßig durch Güter- und Regionalverkehrszüge zwischen Köln und Mönchengladbach genutzt. Zwischen Stolberg Hauptbahnhof und Eschweiler-Weisweiler verkehrt seit 2004 die Euregiobahn, deren Laufweg nach Fertigstellung der Neubaustrecke über Weisweiler hinaus verlängert wurde.

### Bahnstrecke Eschweiler-Weisweiler–Langerwehe
Die Bahnstrecke Eschweiler-Weisweiler – Langerwehe ist eine 2,4 Kilometer lange Verbindungsstrecke, die den im Eschweiler Stadtteil Weisweiler liegenden Bahnhof Eschweiler-Weisweiler mit dem in der benachbarten Gemeinde Langerwehe liegenden Bahnhof Langerwehe verbindet. Sie ist im Eigentum des Infrastrukturunternehmens EVS Euregio Verkehrsschienennetz und wird betrieben von DB Regio als Teilstrecke der Euregiobahn.
Um die bis dato in Eschweiler-Weisweiler endende Strecke bis Langerwehe und darüber hinaus bis Düren zu verlängern und somit eine Verbindung zwischen Euregiobahn und der von der Rurtalbahn GmbH betriebenen Bahnstrecke Jülich–Düren einrichten zu können, wurde die Bahnstrecke Eschweiler-Weisweiler – Langerwehe als Neubaustrecke geplant und ausgeführt. Die Bauzeit dauerte von Juni 2007 bis Juni 2009, und die Gesamtkosten beliefen sich auf etwa 18 Millionen Euro.
Hierfür wurde über die Bundesstraße 264 eine neue, einspurige Überführung und unter der Langerweher Ausfallstraße Ulhaus eine 285 Meter lange, ebenfalls einspurige Unterführung, die unmittelbar vor dem Bahnhof Langerwehe endet, gebaut. Die offizielle Eröffnung war am 10. Juni 2009, die Inbetriebnahme am 14. Juni 2009.
Durch diese Strecke und dem damit verbundenen zweiten Gleis für eine Zugkreuzung wurde der Haltepunkt Eschweiler-Weisweiler (wieder) zum Bahnhof.
Vom 14. Juni 2009 verkehrte die Euregiobahn aus Richtung Eschweiler Talbahnhof kommend bis Langerwehe; seit dem Fahrplanwechsel im Dezember 2009 wird stündlich ein Zug weiter bis Düren durchgebunden.
Durch den Bau der Strecke wird die stark befahrene und parallel verlaufende Schnellfahrstrecke Köln–Aachen entlastet.

## Streckenbeschreibung

### Bahnhof Stolberg (Rheinland) Hauptbahnhof
Der Stolberger Hauptbahnhof liegt an der Schnellfahrstrecke Köln–Aachen. Hier trafen und treffen mehrere Strecken aufeinander: Neben der Schnellfahrstrecke und der Eschweiler Talbahn noch die Stolberger Talbahn, die Bahnstrecke nach Herzogenrath, die Bahnstrecke nach Kohlscheid und die ehemalige Bahnstrecke nach Münsterbusch.

### Bahnhof Eschweiler-Aue

Dreibogenbrücke in Eschweiler-Aue an der Röher Straße/Phönixstraße

Der am 1. Oktober 1873 als Kopfbahnhof eröffnete Bahnhof Eschweiler-Aue (km 55,7), durch die Eröffnung der Strecke nach Stolberg 1875 zum Durchgangsbahnhof geworden, liegt im Eschweiler Stadtteil Aue an der Phönixstraße gegenüber der Einmündung der Auestraße. Das Bahnhofsgebäude von Eschweiler-Aue ist zwar heute noch erhalten wird jedoch nicht mehr genutzt. Durch Zerstörungen im Zweiten Weltkrieg und einen Brand vor einigen Jahren ist der Bau stark verändert worden. Am 31. Mai 1981 wurde der Bahnhof zusammen mit dem Haltepunkt Eschweiler-Röhe geschlossen. Der Personenverkehr in Aue wurde noch vor dem offiziellen Ende des Personenverkehrs zum 31. Mai 1981 eingestellt. Der Bahnhof sollte im Zuge der Reaktivierung der Strecke für den Personenverkehr durch die Euregiobahn als Haltepunkt Eschweiler-Aue bereits am 11. September 2004 reaktiviert werden. Dies wurde jedoch aufgrund fehlender Mittel trotz Bürgerprotesten verschoben.
Früher waren vom Bahnhof Eschweiler Aue aus die Stahl- und Hüttenbetriebe in Aue angeschlossen, zudem ein Wertstoffhof eines Schrotthandels. Auch heute noch wird vom Bahnhof aus das ESW-Röhrenwerk mit zwei Anschlüssen bedient. Das Gelände und die Gleisanlage werden seit 2019 von der EVS als Zweigstelle des Euregio-Railport vermarktet. Im Vorjahr wurde der Güterbahnhof saniert und eine Verladezone geschaffen. Die Strecke wird etwa bei km 55,2 von der Strecke Aachen–Köln auf einer großen dreibogigen Brücke zusammen mit der Straße und der Inde überquert.

### Haltepunkt Eschweiler-Röhe

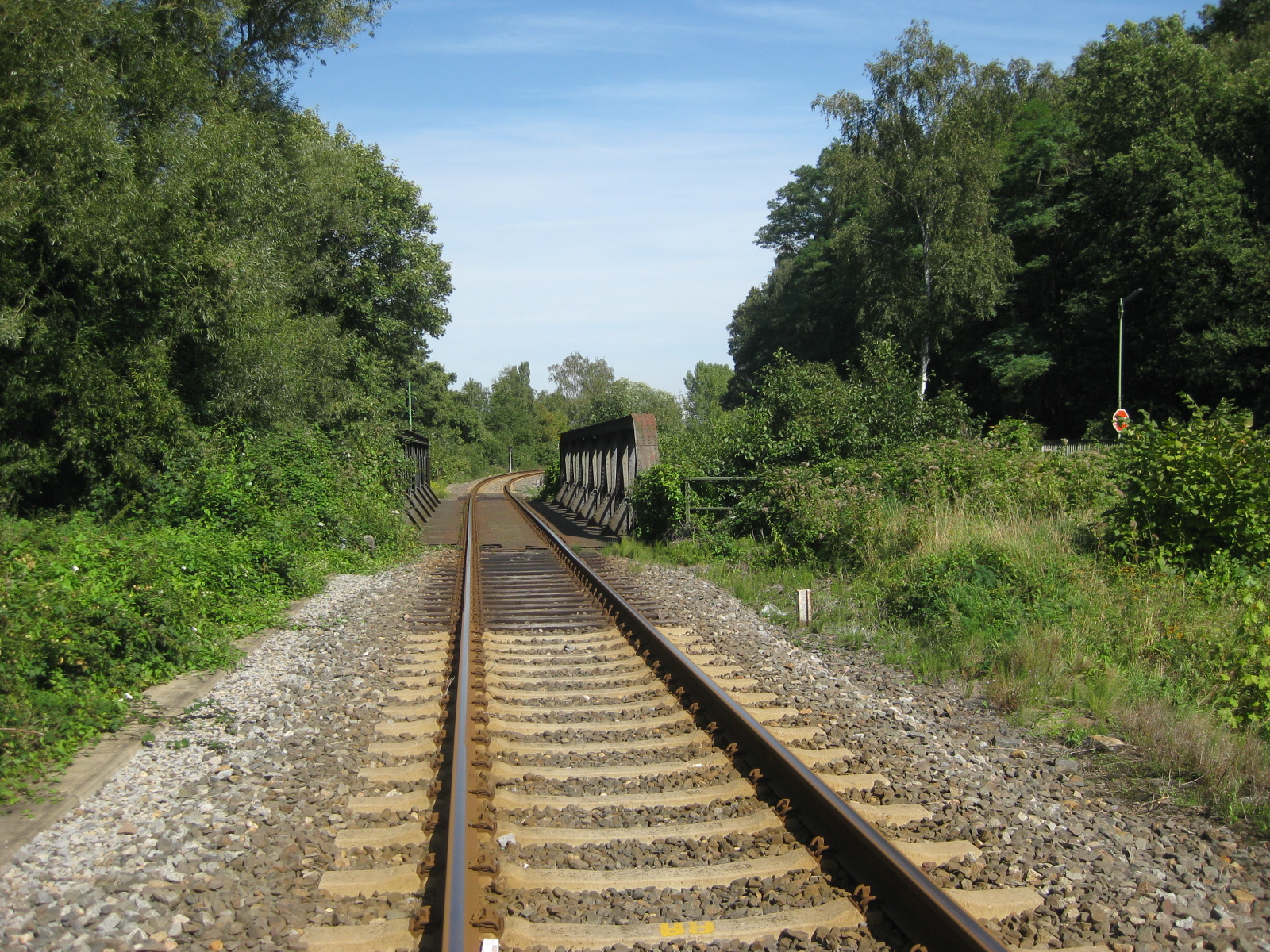
Indebrücke beim ehem. Hp Röhe (rechts im Bild Fuß der Anhöhe Ichenberg)

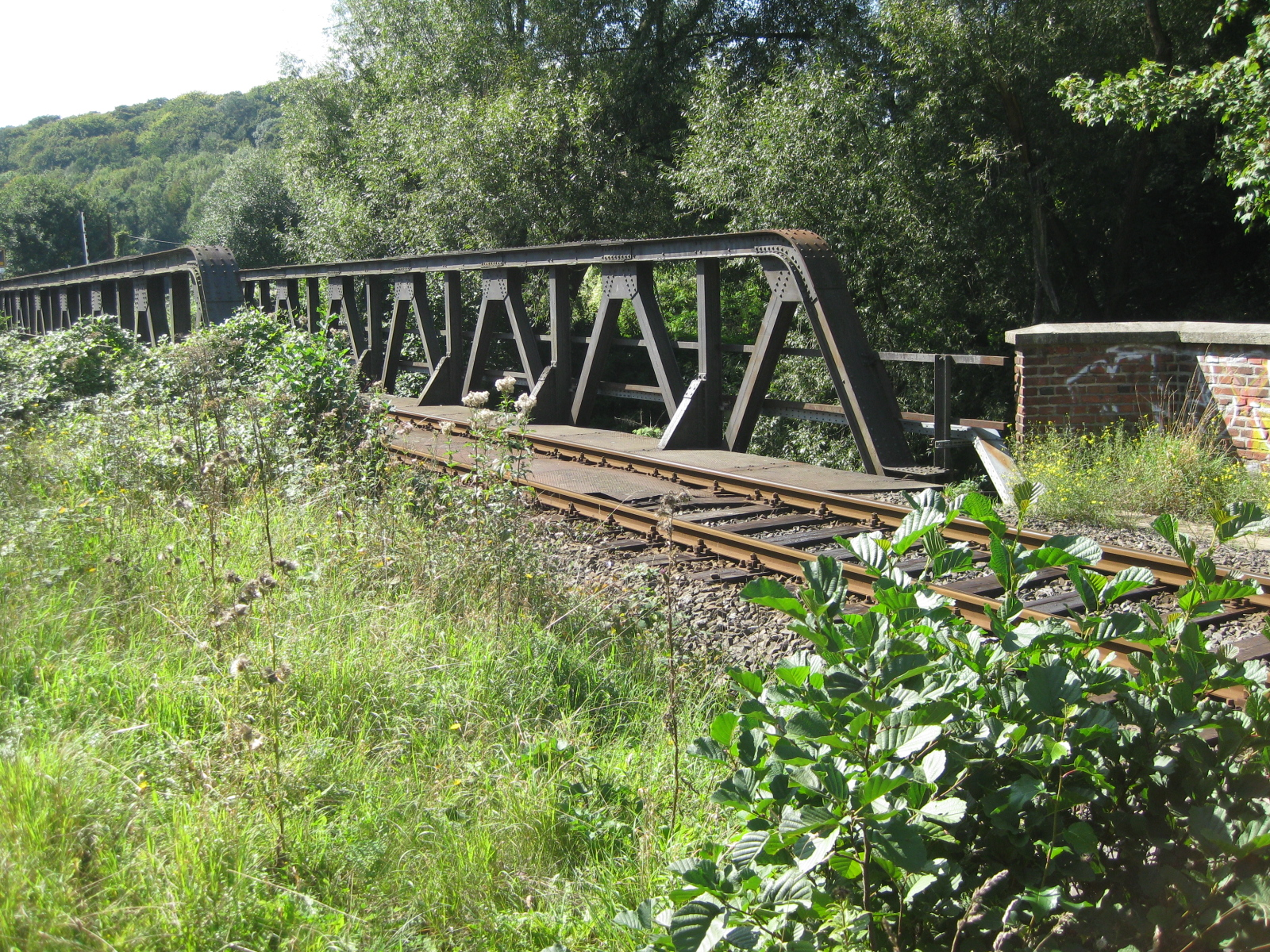
Ehemaliger Haltepunkt Röhe (diesseits der Schienen) mit Indebrücke

Nach Unterquerung der Schnellfahrstrecke Köln–Aachen unter der Dreibogenbrücke und Überquerung der Inde wird der ehemalige Haltepunkt Eschweiler-Röhe passiert. Dieser lag an der Ecke Röher Straße/Odilienstraße und bestand vom 18. Mai 1952 bis zum 31. Mai 1981. Bei der Reaktivierung der Eschweiler Talbahn durch die Euregiobahn im September 2004 wurde kein Haltepunkt Eschweiler-Röhe mehr eingerichtet, sondern anstelle dessen jedoch der neue Haltepunkt Eschweiler West 800 Meter weiter östlich am Streckenkilometer 54,3 gebaut.

### Haltepunkt Eschweiler West

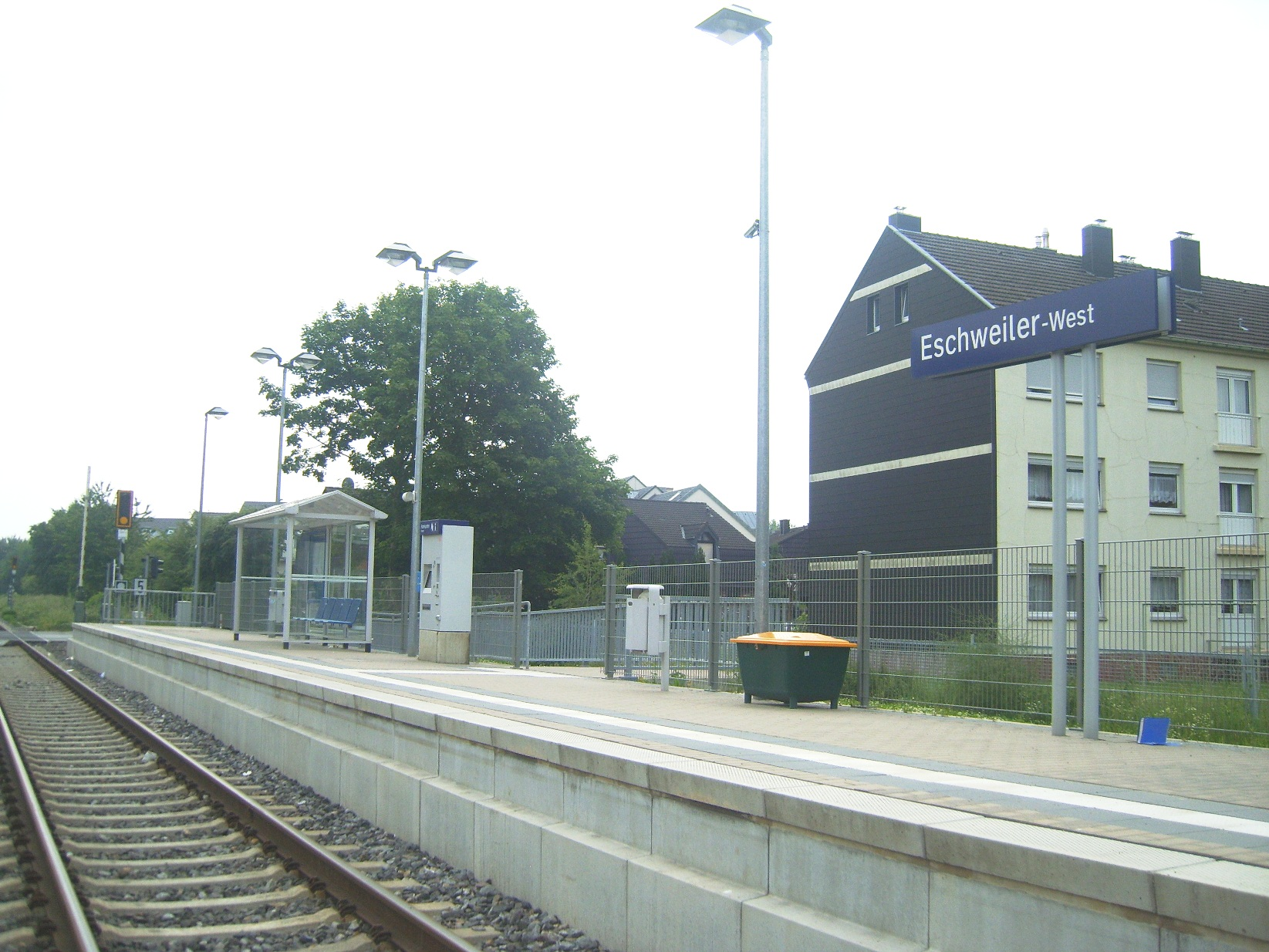
Eschweiler West

Am 11. September 2004 wurde dieser völlig neu eingerichtete Haltepunkt am Kilometerpunkt 53,0 eröffnet, um die westlichen Stadtteile im Rahmen der Talbahn-Reaktivierung zu erschließen. Er befindet sich an der Steinstraße in der Nähe der Odilienstraße/Ecke Steinstraße in Eschweiler-West in 700 Metern Entfernung vom Eschweiler Hauptbahnhof.

### Eschweiler Talbahnhof/Raiffeisenplatz

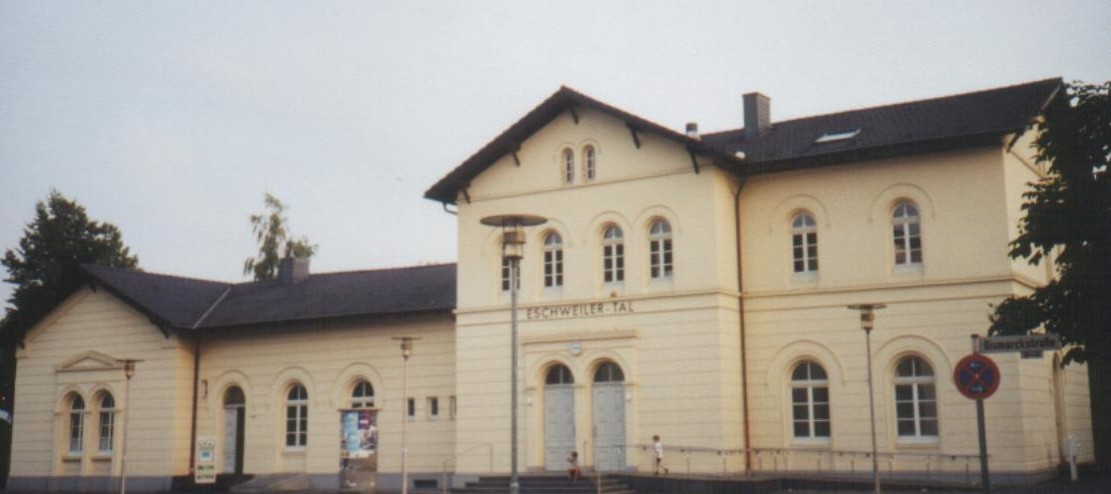
Talbahnhof

Nun erreicht die Strecke den neben dem Bahnhof Jülich wichtigsten Zwischenhalt: den ehemaligen Bahnhof Eschweiler Tal, welcher in der südlichen Stadtmitte Eschweilers an der Kreuzung von Bismarckstraße und Rosenallee beim Streckenkilometer 52,4 lag. 1994 wurde in dem Bahnhofsgebäude das Kulturzentrum Talbahnhof Eschweiler mit Bistro, Kleinkunstbühne und Räumen für den Kunstverein und den Geschichtsverein eingerichtet. Der Nachfolgebahnhof ohne das Bahnhofsgebäude, sondern mit westlich davon gelegenem neuen Kombibahnsteig, ist der Euregiobahn-Halt Eschweiler Talbahnhof/Raiffeisenplatz, welcher im Zuge der Reaktivierung des SPNV am 11. September 2004 eröffnet wurde. Gleichzeitig wurde der Platz vor dem Talbahnhof in Raiffeisenplatz umbenannt, weil die Raiffeisen-Bank Eschweiler an der Finanzierung maßgeblich beteiligt war. Im Juni 2009 wurde der Haltepunkt durch Einbau von Weichen und Signalen wieder zum Bahnhof umgebaut.
Im Bereich des Eschweiler Talbahnhofes bestand zeitweise ein kleines Betriebswerk, das die eingesetzten Lokomotiven mit Betriebsmitteln versorgte. Dieses ist schon früh eingestellt worden. Der Lokomotivschuppen ist heute noch erhalten und steht unter Denkmalschutz.

### Haltepunkt Eschweiler-Nothberg

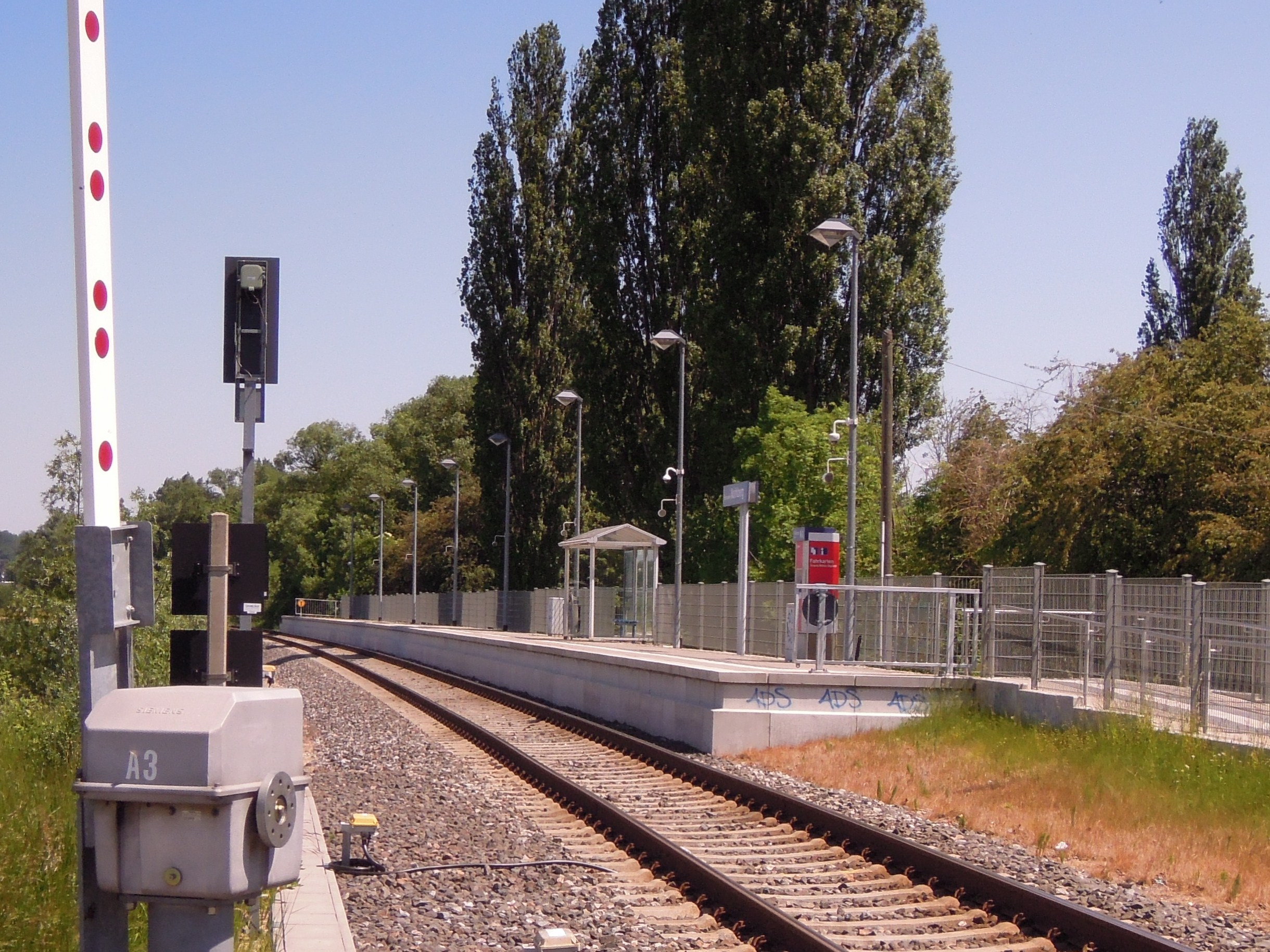
Eschweiler-Nothberg

Nach Verlassen der Eschweiler Innenstadt erreicht man den 2004 neu gebauten Haltepunkt Eschweiler-Nothberg (in erster Planung Nothberg Nord genannt) am Kilometerpunkt 50,0. Angelegt wurde die Station an der Straße In den Benden und besteht aus einem einseitig angelegten Haltepunkt in Minimalausstattung ähnlich einer Bushaltestelle. Dieser Haltepunkt ist nicht mit dem Haltepunkt Nothberg auf der Schnellfahrstrecke Köln–Aachen zu verwechseln, welcher am 15. März 1909 eröffnet wurde. Da Nothberg erst 1932 zur Stadt Eschweiler eingemeindet wurde, heißt der DB-Haltepunkt Nothberg und nicht Eschweiler-Nothberg. Der Haltepunkt Nothberg an der Schnellfahrstrecke Köln–Aachen wird seit Dezember 2009 nicht mehr bedient. Etwa 700 Meter weiter befindet sich die Anschlussstelle Eschweiler Tal Dalli. Die Bezeichnung Dalli ergibt sich dabei aus den Dalli-Werken, deren Hochlager durch die Anschlussstelle angeschlossen wurde.

### Bahnhof Eschweiler-Weisweiler
Der alte Bahnhof Weisweiler wurde am 1. Oktober 1873 beim Kilometerpunkt 47,9 eröffnet. Bahnhof und Bahnhofsgebäude lagen an der Hüchelner Straße südlich der Inde und somit unweit vom heutigen Euregiobahn-Halt. Kurz hinter dem Bahnhofsbereich zweigte das Anschlussgleis für das Weisweiler Elektrowerk und die Brikettfabrik ab. Weiterhin bestanden von Weisweiler zeitweise Anschlüsse für die Braunkohlengrube Gewerkschaft Weisweiler und die Braunkohle Industrie AG (BIAG). Mitte 2005 wurde das typische Bahnhofsgebäude wegen der als Umgehungsstraße neu gebauten Bundesstraße 264 abgerissen. Nachfolgend kommt der am 11. September 2004 zwei Jahre verspätet als Euregiobahn-Haltepunkt Eschweiler-Weisweiler reaktivierte Stationsstandort Weisweiler. Kurz nach dem Bahnhof Weisweiler zweigt seit Sommer 2009 die neue Verbindungsstrecke in Richtung Langerwehe ab. Der Haltepunkt wurde wegen dieser Verbindungskurve wieder zum Bahnhof umgebaut. Er wurde zunächst vom Bahnübergang Lindenallee ein Stück zurück in Richtung Nothberg verlegt und erhielt anschließend ein zweites Gleis, das auf beiden Seiten des Mittelbahnsteigs über Weichen mit dem durchgehenden Hauptgleis verbunden ist und Zügen das Kreuzen ermöglicht.

### Anschlussstelle Frenz (Inden)

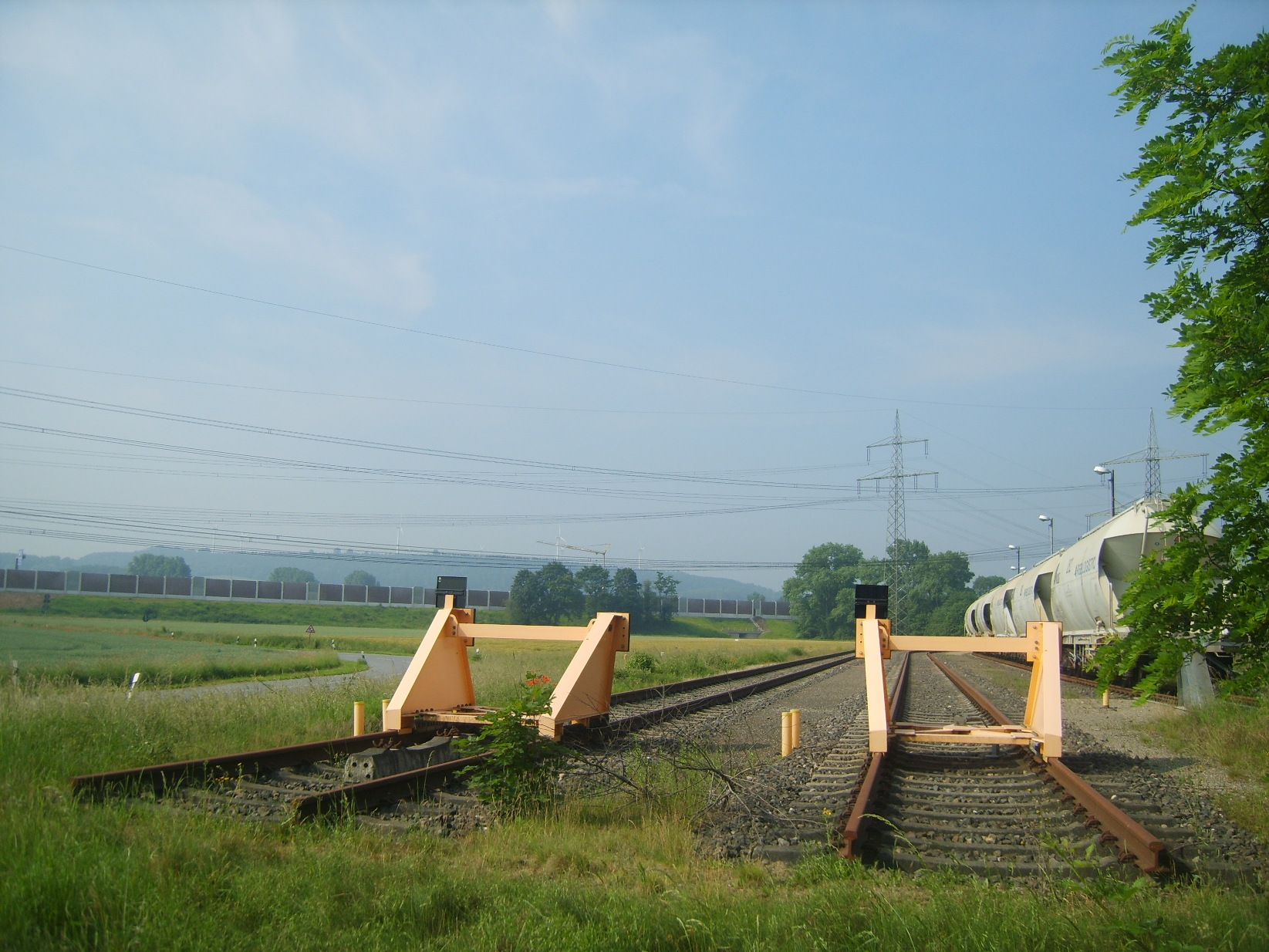
Ende der Strecke am südlichen Ortsausgang von Inden-Frenz

Die Anschlussstelle Frenz (Inden) bei Streckenkilometer 45,6 ist heute das Ende der Strecke. Diese wurde 1998 umgebaut und erweitert. Die heutigen Gleisanlagen (5 Gleise) werden zur Bedienung des Kraftwerks Weisweiler im Güterverkehr genutzt. Das Kraftwerk wird über ein eigenes Anschlussgleis bedient. In der Anschlussstelle wird die Anlieferung der Kalktransporte für das Kraftwerk abgewickelt.
Zwischenzeitlich gelangte auch Müll zur neben dem Kraftwerk gelegenen Müllverbrennungsanlage. Nach einem kurzen Probebetrieb wurden diese Mülltransporte jedoch eingestellt. Im Jahr 2004 kam es vorübergehend zu weiteren Mülltransporten. Diese stammten aus der Region rund um Neapel, nachdem dort der Müllnotstand ausgebrochen war. Bei km 45,8 befand sich der Haltepunkt Frenz mit Personenbahnsteig am linken Ende der heutigen Prellböcke. Dieser wurde ab 1914 im Personenverkehr bedient und 1983 mit der Stilllegung abgerissen.

### Haltepunkt Lamersdorf
Nachdem 1952 der Haltepunkt Eschweiler-Röhe eröffnet worden war, erschien ab dem Winterfahrplan 1955/56 ein weiterer neu eingerichteter Haltepunkt im Kursbuch: Lucherberg (km 44,2), gelegen zwischen den Ortschaften Lucherberg und Lamersdorf (damals Kreis Jülich) in der Nähe der Goltsteinkuppe. Zum Sommerfahrplan 1964 erfolgte die Umbenennung in Lamersdorf. Mit der Stilllegung des Personenverkehrs zwischen Stolberg und Jülich zum 28. Mai 1983 wurde dieser Haltepunkt nicht mehr angefahren. Heute befindet sich an dieser Stelle ein Parkplatz. Ebenso ist in diesem Bereich ist die frühere Trasse von den neugebauten Siedlungen Inden und Altdorf überbaut, die dem Braunkohletagebau weichen mussten.

### Bahnhof Inden
Das seit 2005 wegen des Tagebaus Inden abgerissene Dorf hatte am östlichen Ortsausgang einen Bahnhof. Der Bahnhof lag an der Straße Am Bahnhof mit der Streckenkilometrierung 42,5, eine Nebenstraße der Bahnhofstraße. Das ursprüngliche Empfangsgebäude (mit Güterschuppen) wurde im Zweiten Weltkrieg komplett zerstört. Inden erhielt danach eine kleine Wellblechhütte zum Unterstellen. Vom Bahnhof Inden aus bestand ein Anschlussgleis zur Indener Papierfabrik. Von 1927 bis 1963 bestand eine Übergangsmöglichkeit zur Strecke der Dürener Eisenbahn nach Düren.
Nach einer langen Strecke ohne Halt bei Altdorf östlich parallel zur Inde überquerte die Strecke zwischen Jülich-Kirchberg und Jülich-Altenburg die Rur und gelangte auf Jülicher Stadtgebiet.

### Bahnhof Jülich

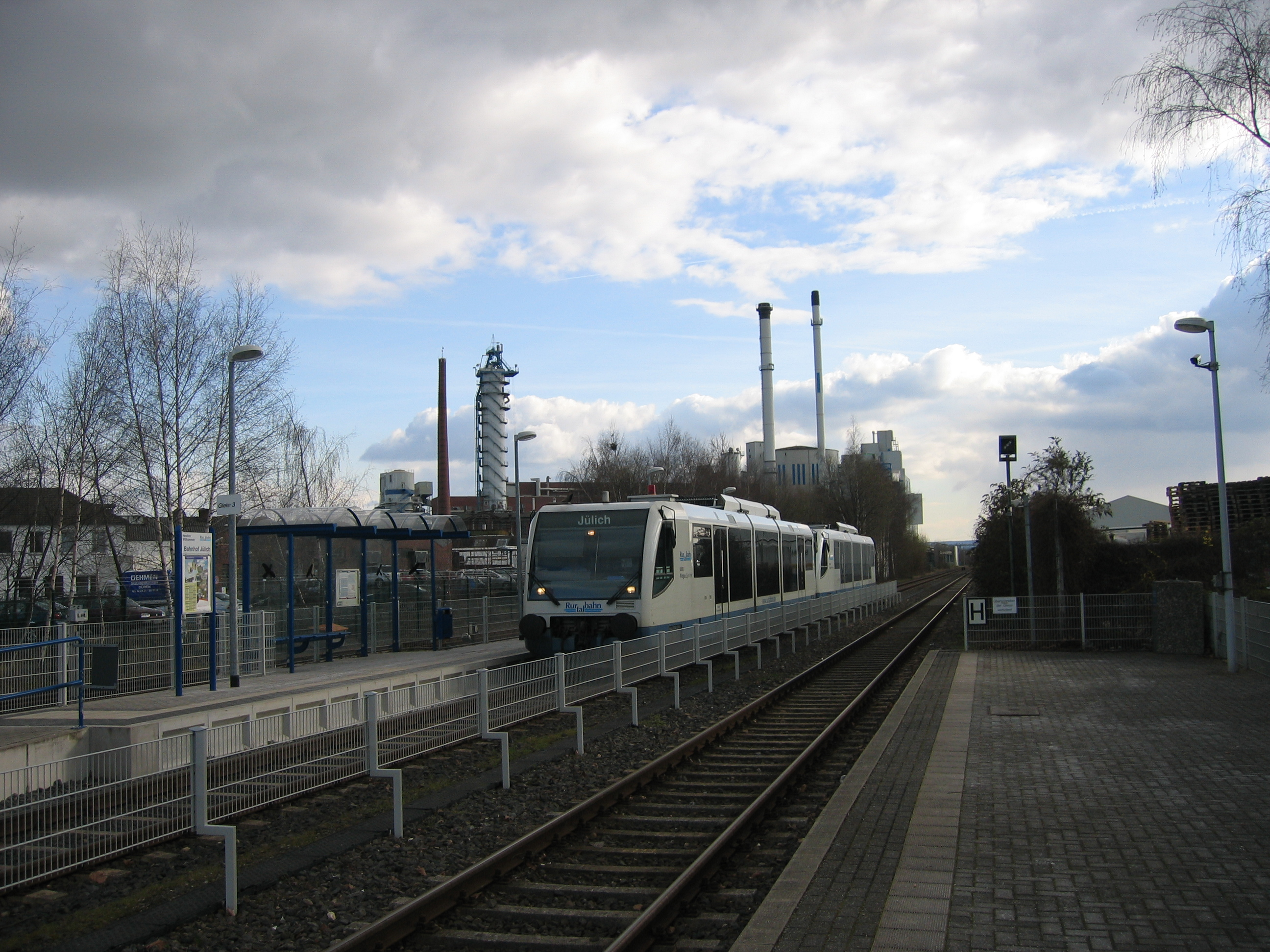
Die Rurtalbahn in Jülich

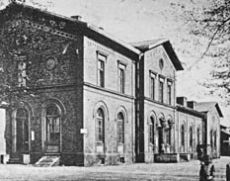
Alter Bf Jülich

Jülich hatte von allen Bahnhöfen in der Region den größten mit der Preisklasse 3 in den 1960er Jahren und bildete den Streckenkilometer 36,00 für die Bahnstrecke von Stolberg nach Mönchengladbach. Die Fahrgäste trafen vor dem Abriss auf Gleis 3 ein und setzen ihre Fahrt an Gleis 1 fort. Bis zur Stilllegung der meisten Strecken in den 1980er Jahren war Jülich ein Bahnknotenpunkt, wenn auch die meisten Strecken als Nebenstrecken klassifiziert waren: Bis in die achtziger Jahre war der Bahnhof Jülich mit umfangreichen Anlagen für Personen- und Güterverkehr versehen. Es gab sogar ein eigenes Betriebswerk. In sieben verschiedene Richtungen verkehrten von Jülich aus Züge. Nachdem jedoch alle, bis auf die Dürener Strecke, an Jülich angeschlossenen DB-Strecken eingestellt wurden, ließ die Bedeutung Jülichs massiv nach.
Heute verkehrt auf zwei dieser Strecken die Rurtalbahn GmbH. Sie fährt auf der Bahnstrecke Jülich–Düren Richtung Süden und auf der ehemaligen Bahnstrecke Jülich–Dalheim Richtung Norden bis Linnich. Die Strecke der ehemaligen Jülicher Kreisbahn existiert zwar noch, wird aber nicht mehr befahren. Alle weiteren Bahnstrecken sind mittlerweile in der Jülicher Region abgebaut:
- Bahnstrecke Mönchengladbach–Stolberg
- Bahnstrecke Aachen Nord–Jülich

Als Ersatz gibt es mehrere Buslinien, die Jülich mit den umliegenden Dörfern und Städten verbinden. Mit der Buslinie SB11 existiert zudem eine Verbindung nach Aachen als Langzeitersatz für die Bahnstrecke Aachen Nord–Jülich. Das Bahnhofsgebäude wird heute als Kulturbahnhof (Kuba) für Kino-, Musik- und Kleinkunstveranstaltungen genutzt.
Der Bahnhof hat noch Anschlussgleise zum ehemaligen Ausbesserungswerk Jülich, heute Eigentum der Bundeswehr, und zur Zuckerfabrik Jülich. Dieser Anschluss wurde in den 1980er Jahren während des großen Abrisses entfernt, da die Rübenlieferungen billiger per Traktor und Lastwagen erfolgen konnten. Erst 2005 wurde die Verbindung wiederhergestellt, und zwar zur Belieferung des hauseigenen Kohlekraftwerks der Zuckerfabrik, dafür wurde der gegenüber der Zuckerfabrik stehende alte Lagerschuppen abgerissen, der bis zuletzt vom EAKJ genutzt wurde.

### Bahnhof Welldorf
Die ehemalige Trasse ist in Jülich noch an einem vom Finkenweg abgabelnden Weg und am Weg zwischen Brunnenstraße und Stetternicher Straße zu erkennen. Die Trasse verlief dann zwischen Welldorf und Güsten hindurch. 1890 wurde Welldorf mit einem Haltepunkt (km 29,9) an die Bahnlinie angeschlossen, und 1892 wurde ein Bahnhof anstelle des Haltepunktes errichtet und die Gleisanlagen erweitert. Direkt nach der Kreuzung mit der Güstener Straße stand der Bahnhof, der gegenüber dem heute noch existierenden Landhandel lag. Bis in die siebziger Jahre verfügte der Bahnhof über drei Gleise. 1975 brannte der Dachstuhl des Empfangsgebäudes aus. 1980 wurde der Bahnverkehr eingestellt. In Welldorf erinnert bis heute die Bahngasse daran. Das Bahnhofsgebäude musste wegen Baufälligkeit abgerissen werden. An dieser Stelle steht heute ein Einfamilienhaus.

### Bahnhof Ameln

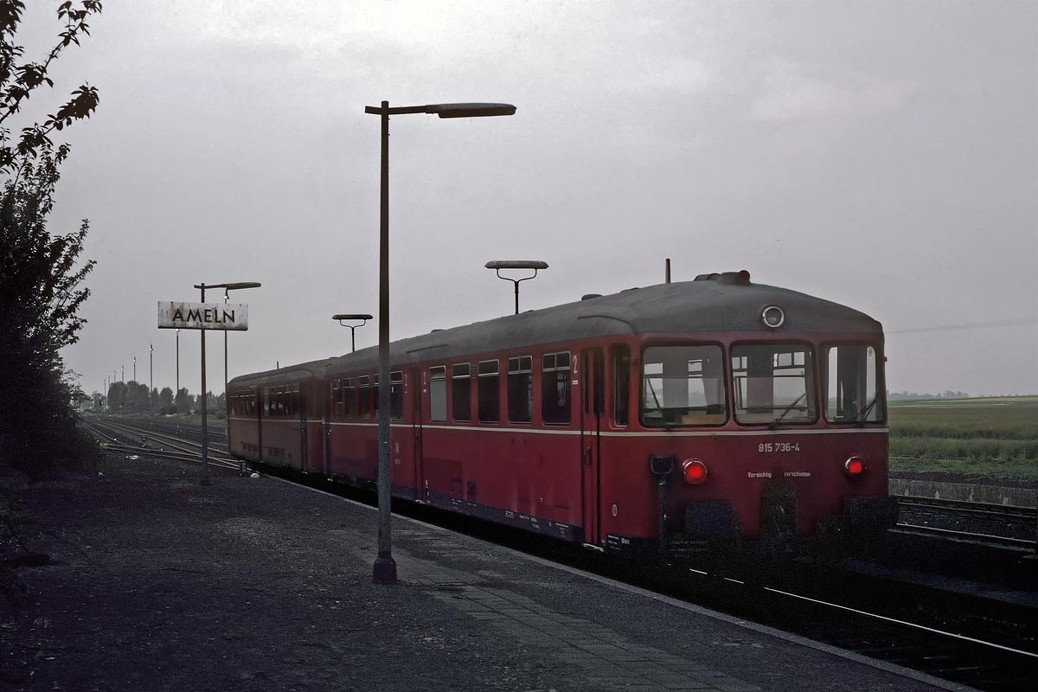
Akkutriebwagen Jülich – Mönchengladbach – Neuss in Ameln am 27. Mai 1980, wenige Tage vor Stilllegung der Strecke

Der nächste Bahnhof war in Ameln, seit 1972 Ortsteil von Titz. Der Bahnhof lag im nördlichen Teil des Ortes an der Bahnstraße am Streckenkilometer 22,8 und bestand von 1881 bis zum 14. Juli 1980. Nach der Stilllegung wurde das Empfangsgebäude abgerissen. Obwohl Ameln kleiner als Titz ist, erlangte der Amelner Bahnhof durch die ehemals ortsansässige Zuckerfabrik und durch den Abzweig in Richtung Bedburg größere Bedeutung. Im Bahnhof Ameln bestand ab 1898 ein Übergang an die Strecke nach Bedburg. Diese war zunächst als Schmalspurbahn, dann ab 1912 als regelspurige Bahnstrecke ausgebaut. Im Volksmund wurde diese Anfang der sechziger Jahre stillgelegte Bahn als Amelner Johännsche bezeichnet.

### Haltepunkt Titz

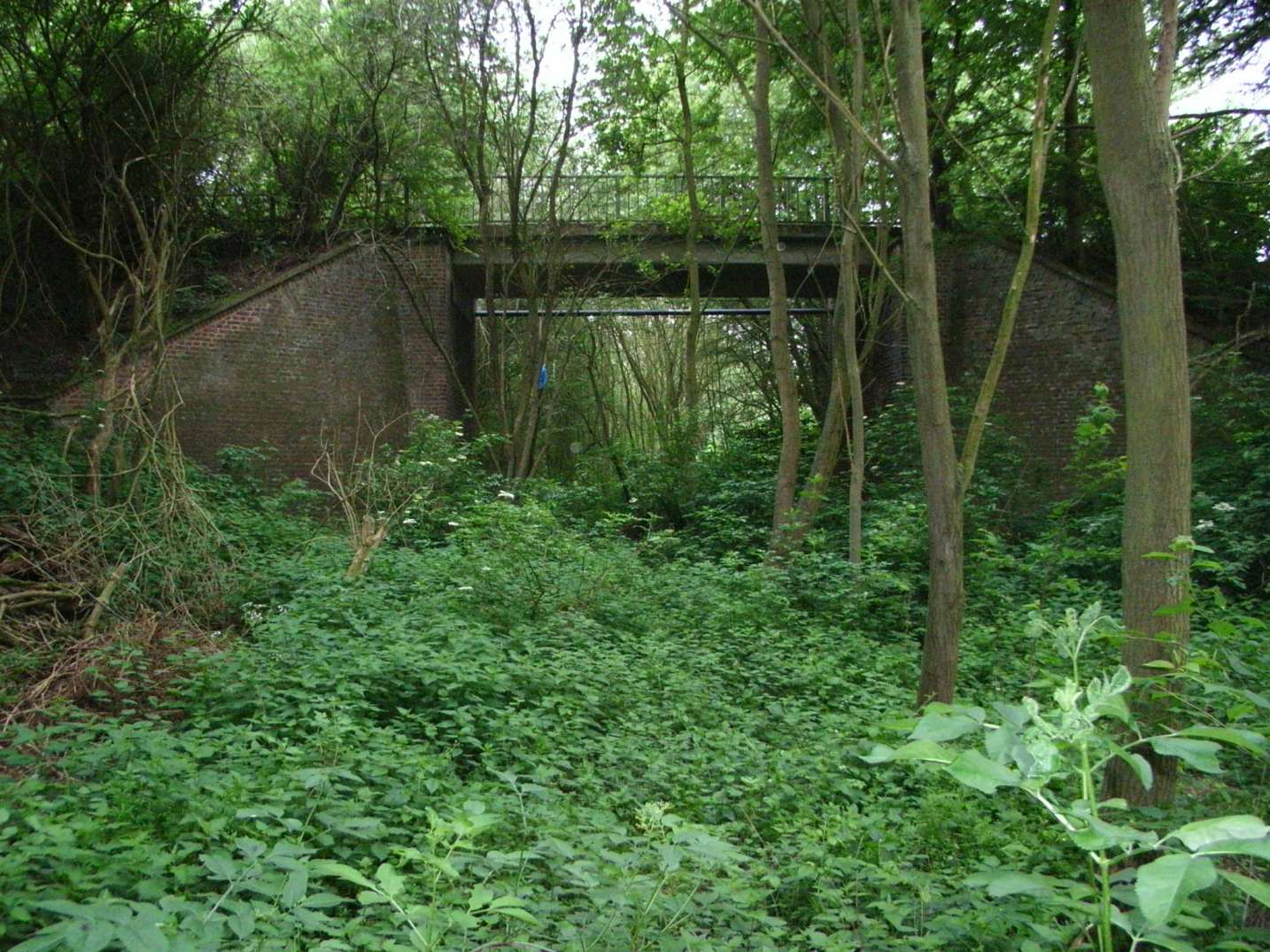
Ehemalige Bahntrasse zwischen Immerath und Titz

Da die Bahntrasse östlich der Ortschaft Titz in deutlichem Abstand vorbeiführte, befand sich der Titzer Haltepunkt am äußersten Nordostende an der Landstraße 241 (km 22,8) in Richtung Jackerath. Im Bahnhof Titz gab es ein kleines Bahnhofsgebäude mit einem angebauten Lagerschuppen. Obwohl Titz deutlich größer als Ameln ist, hatte Titz nur einen unbedeutenden Haltepunkt. Dieser bestand jedoch aus zwei Bahnsteigen, die sich mittlerweile überwachsen bis heute nördlich und südlich der Landstraße im Gelände befinden. Beide hatten noch bis 2002 ihre Wellblechhütten als Unterstand.

### Bahnhof Immerath
Dieser Bahnhof befand sich außerhalb der eigentlichen Ortschaft Immerath (seit 1972 zu Erkelenz) an der Mühle in ziemlicher Nähe zu Jackerath am Kilometerpunkt 19,3 (Ungefähre Position: ⊙). Dieser wurde erst 1897 eröffnet. Das Bahnhofsgebäude des 1980 stillgelegten Bahnhofs befindet sich heute in Privatbesitz. Auf der Gleisseite des Bahnhofes sind unter reichlich Buschwerk noch Reste der Bahnsteigkante zu erkennen. Wenige Meter nachdem die Strecke den Bahnhof verlassen hat unterquert sie die Landesstraße 277. Bis 2024 war der Ort vom Tagebau Garzweiler weitgehend abgebaggert, der Bahnhof lag aber außerhalb des Tagebaus.

### Bahnhof Otzenrath

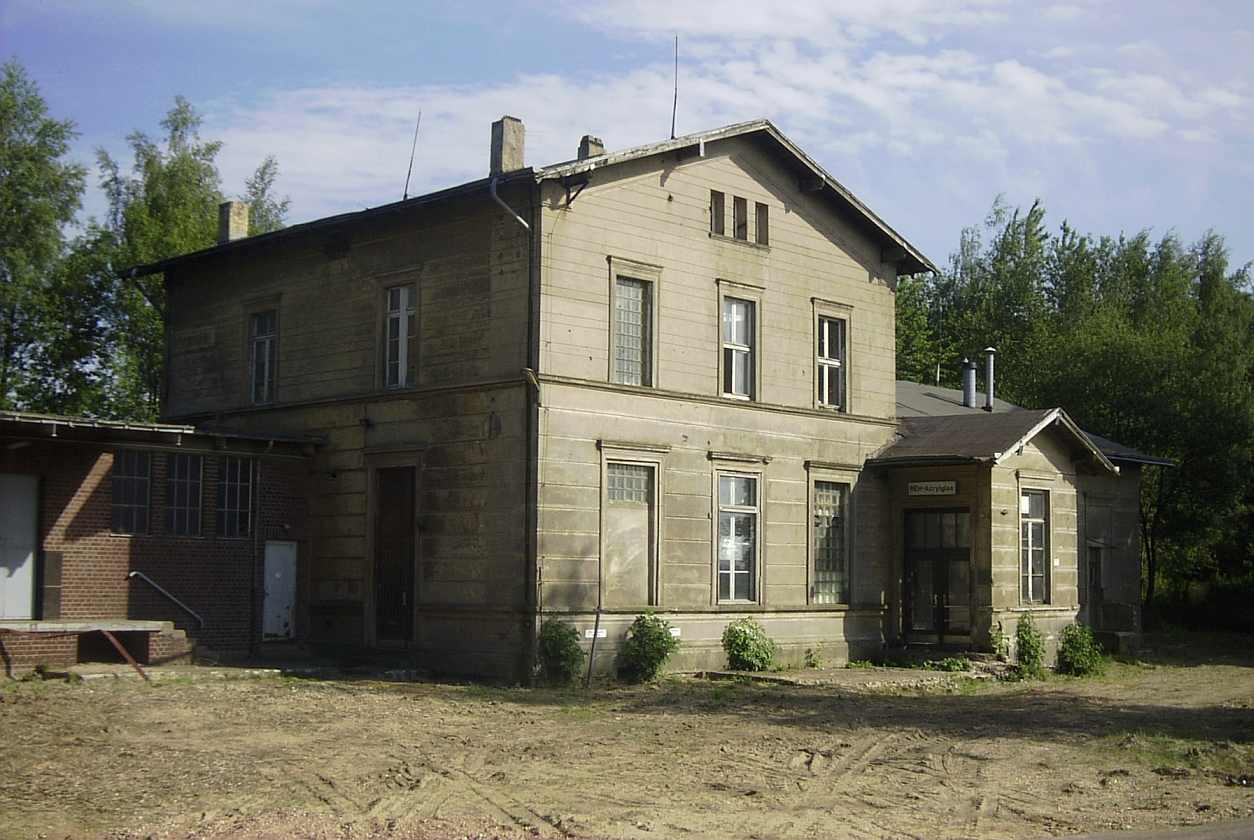
Ehemaliger Bf Otzenrath

Der nächste Bahnhof war Otzenrath (heute zu Jüchen) am Streckenkilometer 16,6. Er lag am südöstlichen Ortsausgang an der Bahnstraße in unmittelbarer Nähe zur Bundesautobahn 44. Rangieranlagen lagen bei Pesch. Im Unterschied zu den benachbarten Dörfern war das alte Otzenrath industriell geprägt. Am 1. Oktober 1873 erhielt Otzenrath einen Bahnhof. Die 1882 verstaatlichte Strecke war bis zur Stilllegung am 1. Juni 1980 in Betrieb. Das Bahnhofsgebäude Otzenraths war bis 2006 noch erhalten und war allerdings für privates Gewerbe umgenutzt. Ebenfalls erhalten war bis zum Abriss noch ein kleines Abstellhäuschen, das augenscheinlich noch aus der Zeit des Bahnhofsbaues stammte. Auf der Rückseite des Bahnhofsgebäudes waren noch der Bahnsteig zu erkennen, wie auch die für die Bahnsteigbeleuchtung üblichen Laternen vorhanden. Der Gleisbereich war allerdings dicht mit Büschen überwuchert. Die komplette Ortschaft Otzenrath wurde samt Bahnhof 2006 wegen des Tagebaus Garzweiler abgerissen.

### Bahnhof Hochneukirch

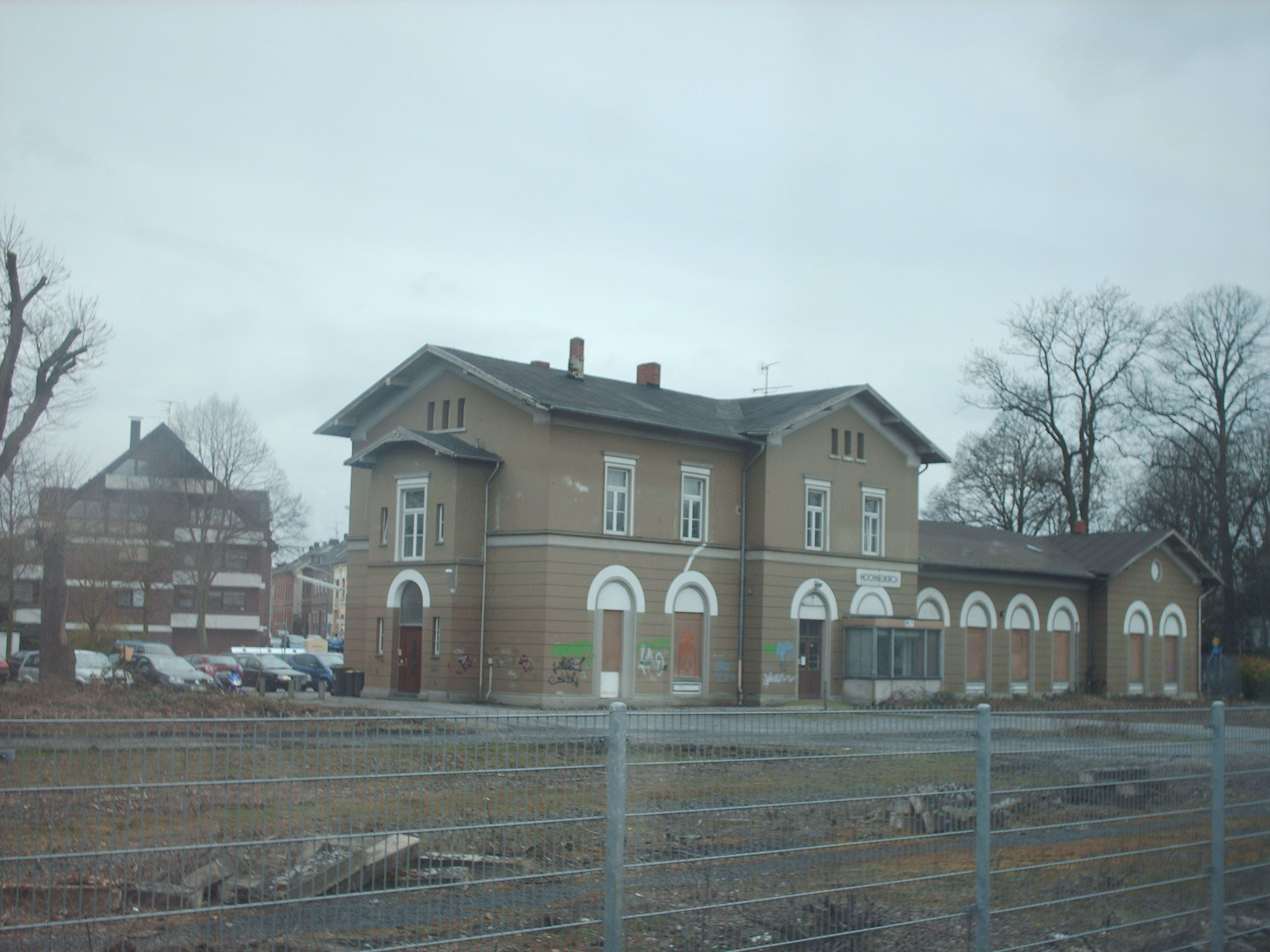
Der Bahnhof Hochneukirch heute

Im Jahre 1873 erhielt Hochneukirch (damals noch Neukirchen, heute zu Jüchen) am östlichen Ortsrand eine Schienenanbindung, welche die aufstrebende Textilindustrie weiter beflügelte. Der Bahnhof (am Streckenkilometer 11,8) ist durch die Bahnhofstraße mit der Ortsmitte verbunden. Hier traf die Bahnstrecke Mönchengladbach–Stolberg mit der Bahnstrecke Rheydt–Köln-Ehrenfeld zusammen, die sich dann gemeinsam auf der Trasse bis zum Bahnhof Rheydt-Odenkirchen hin erstreckten.
Das Empfangsgebäude ist heute noch erhalten und beinhaltete seit 1964 das Stellwerk Hf. Dieses Stellwerk wurde mit der Einführung der ESTW-Technik im Jahr 2007 aufgegeben. Der Mittelbahnsteig ist ausgerüstet mit einem Wartehäuschen und einem Fahrkartenautomaten. Südlich des Empfangsgebäudes ist heute noch der ehemalige Güterschuppen erhalten. 1967 musste die Brücke um 60 Zentimeter angehoben und unterfüttert werden, weil die Strecke mit Oberleitung elektrifiziert wurde. Die alte Eisenbahnbrücke wurde 1988 abgerissen und durch eine neue Stahlbetonbrücke ersetzt. Zum 30. Mai 1980 wurde der Personenverkehr auf der Strecke nach Stolberg eingestellt und die Gleise der Strecke nach Jülich zurückgebaut. 1987 folgte auch der Güterverkehr. Das Bahnhofsfeld ist heute ein Parkplatz.

### Bahnhof Rheydt-Odenkirchen

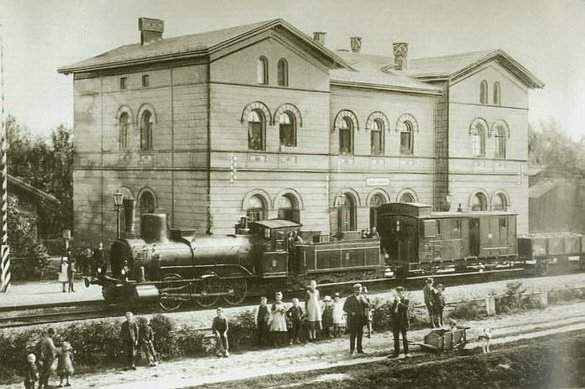
Bahnhof Odenkirchen 1874

Der Bahnhof wurde unter dem Namen Odenkirchen 1870 am Streckenkilometer 6,9 eröffnet und nach der Eingemeindung Odenkirchens in die Stadt Rheydt in Rheydt-Odenkirchen umbenannt. Nach der Eingemeindung Rheydts in die Stadt Mönchengladbach im Jahr 1975 behielt der Bahnhof diesen Namen. Seit 11. Oktober 2004 stehen die Holzdachkonstruktion auf Bahnsteig 2 und die Unterführung zwischen den Bahnsteigen 1 und 2 unter Denkmalschutz. Seit 1908 besteht eine eingleisige Verbindungsstrecke nach Rheydt Hauptbahnhof, die heute zur Bahnstrecke Rheydt–Köln-Ehrenfeld gehört.

### Bahnhof Rheydt-Mülfort
Der Bahnhof Rheydt-Mülfort lag in der Nähe der Steinstraße am Streckenkilometer 5,14 und wurde 1870 zusammen mit einem Empfangsgebäude erbaut. Er besaß einen Güterschuppen, zwei Durchfahrtsgleise und ein Ausziehgleis mit Prellbock. Der Personenverkehr wurde am 31. Januar 1985 eingestellt, die Strecke zwischen Rheydt-Geneicken und Rheydt-Odenkirchen abgebaut. Heute ist der Bahnhof eine DITIB-Moschee.

### Bahnhof Rheydt-Geneicken

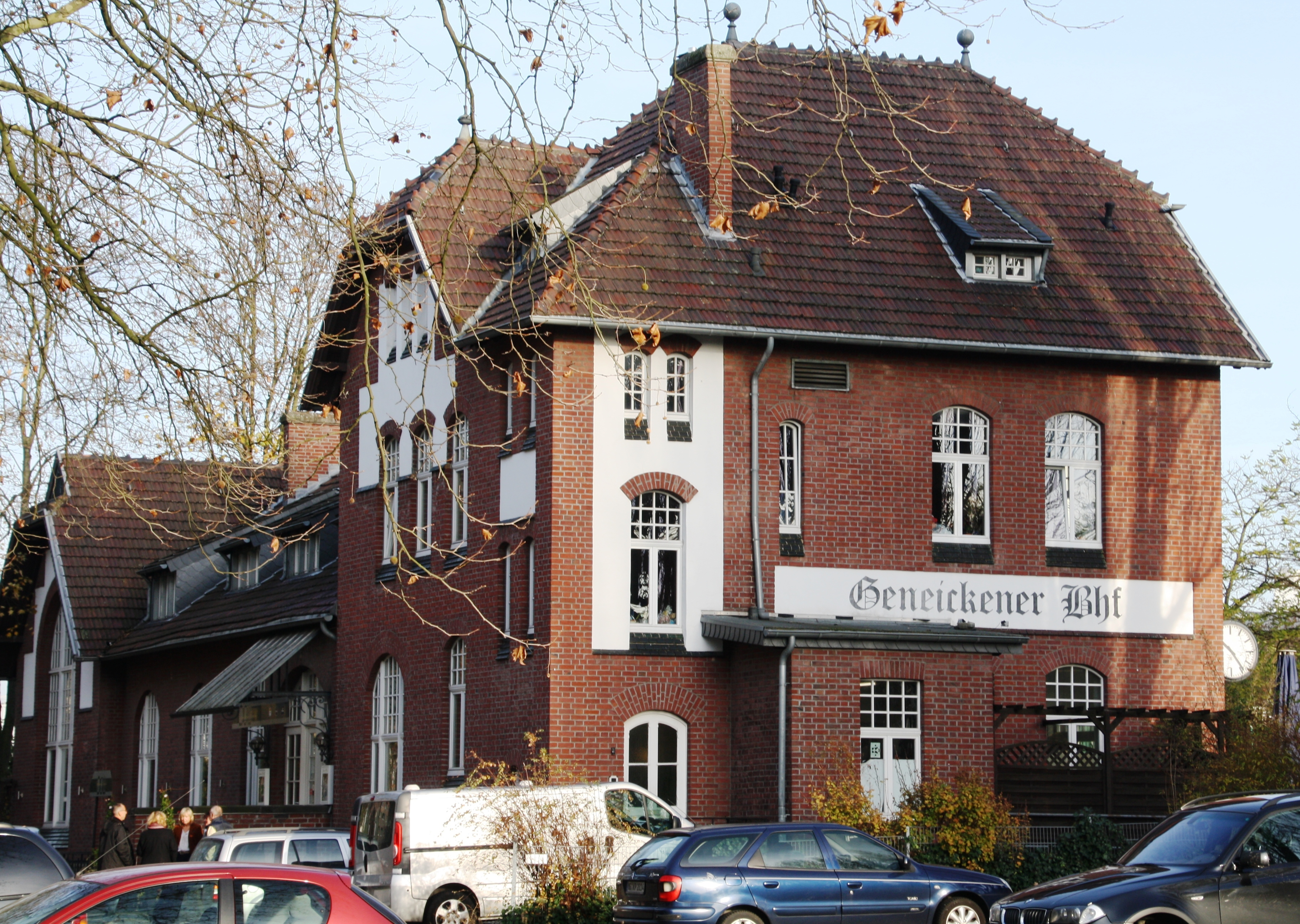
Ehemaliges Empfangsgebäude, 2014

Der Bahnhof Rheydt-Geneicken ist ein Bahnhof im Mönchengladbacher Stadtteil Bonnenbroich-Geneicken. Der Bahnhof an der Strecke Mönchengladbach – Stolberg wurde 1870 eröffnet und 1985 für den Personenverkehr wieder geschlossen. Seither dient er ausschließlich dem Güterverkehr. Das ehemalige Empfangsgebäude als auch das ehemalige Fahrdienstleiter-Stellwerk stehen als Baudenkmal unter Denkmalschutz. Der Bahnhof verfügte über zwei mechanische Stellwerke und ein Empfangsgebäude.
In den Folgejahren verlagerte sich der Verkehr zwischen Rheydt-Odenkirchen und Mönchengladbach Hbf zunehmend auf die parallel verlaufende Verbindung entlang der Strecken Rheydt – Köln-Ehrenfeld und Aachen – Mönchengladbach. Am 31. Januar 1985 stellte die Deutsche Bundesbahn den Güterverkehr zwischen Rheydt-Geneicken und Rheydt-Odenkirchen sowie den Personenverkehr zwischen Mönchengladbach Hbf und Rheydt-Odenkirchen ein, die Strecke zwischen Geneicken und Odenkirchen wurde im Folgejahr abgebaut. Den verbliebenen Teil der Strecke nutzt die GE Grid GmbH für Transformatoren-Transporte.
Das Empfangsgebäude stammt aus dem Jahr 1899. Im unteren Bereich befanden sich die Diensträume sowie die Warteräume und eine Bahnhofsgaststätte. Das Obergeschoss diente als Wohnraum für den Bahnhofsvorsteher. Nach der Teilstilllegung der Strecke war das Empfangsgebäude ohne Funktion, lediglich der nördliche Bahnhofskopf blieb in Betrieb. Anfang der 1990er Jahre kaufte es ein privater Investor und eröffnete ein Restaurant.

### Mönchengladbach Hauptbahnhof

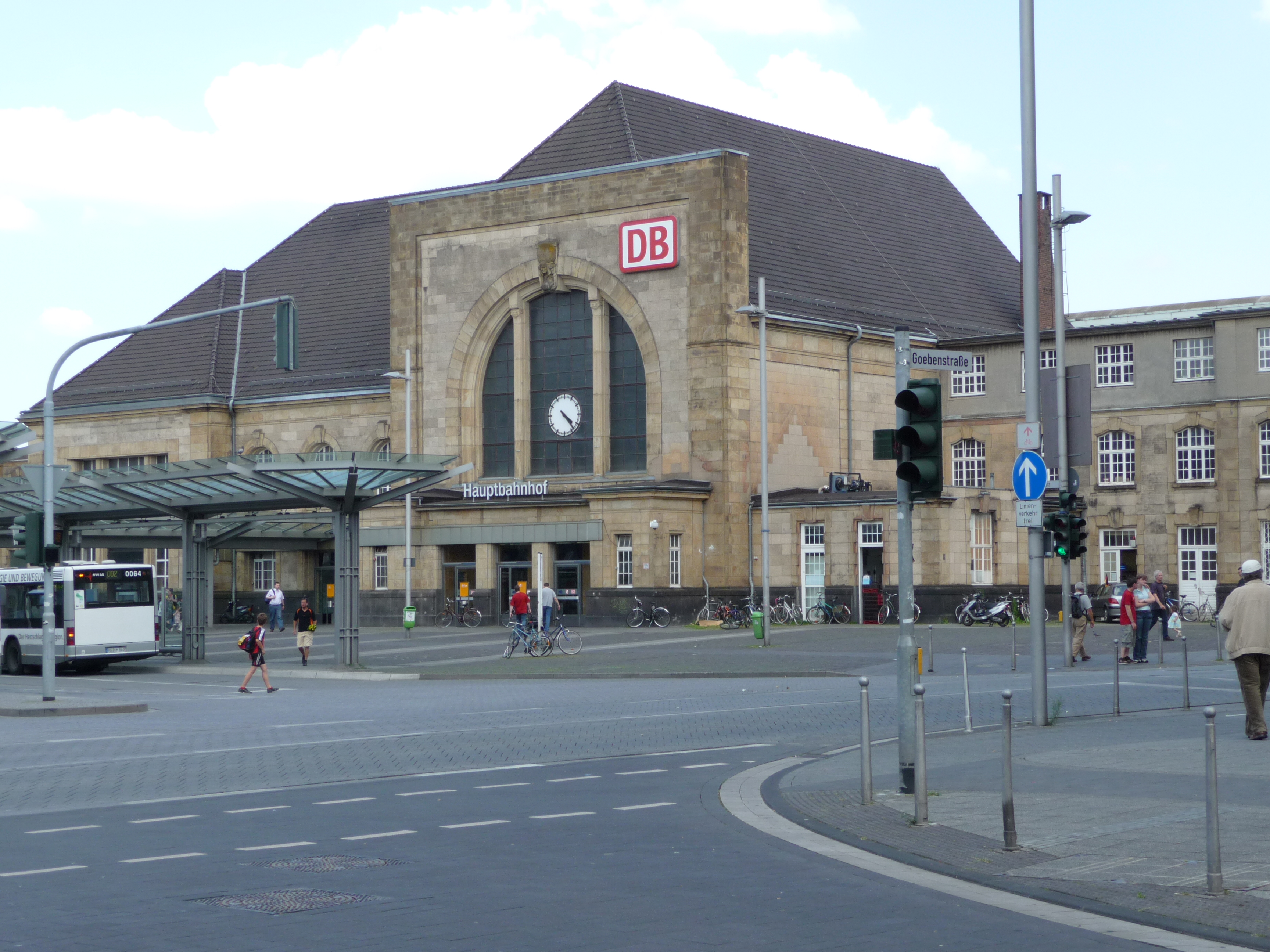
Mönchengladbach Hauptbahnhof

Der Mönchengladbacher Hauptbahnhof wurde 1851 an der Bahnstrecke Duisburg-Ruhrort–Mönchengladbach in der damaligen Stadt Gladbach im damaligen Landkreis Gladbach eröffnet. 1852 folgten die Verbindung nach Rheydt als erstes Teilstück der Bahnstrecke Aachen–Mönchengladbach sowie die Strecke nach Oberkassel (heutige Bahnstrecke Mönchengladbach–Düsseldorf). Nach Eröffnung der Strecke bis Odenkirchen 1870 folgte 1909 eine mittlerweile wieder stillgelegte und abgebaute Verbindungsstrecke nach Neuwerk zur Anbindung der Bahnstrecke Krefeld–Rheydt.
Stadt und Bahnhof wurden 1888 in M. Gladbach umbenannt, seit 1927 wird der Bahnhof offiziell als Hauptbahnhof bezeichnet. Nach Umbenennung der Stadt in Mönchengladbach im Jahr 1960 erhielt der Bahnhof 1962/63 seinen heutigen Namen. Mönchengladbach Hauptbahnhof besaß früher ein eigenes Bahnbetriebswerk, außerdem gab es einen ausgedehnten Güterbahnhof. Von beiden Anlagen sind heute nur noch einige Überreste vorhanden.
Seit 2009 ist der Bahnhof nach acht Jahren Unterbrechung wieder planmäßiger Fernverkehrshalt.